# Danh sách buổi biểu diễn trực tiếp của SNH48
SNH48 là một nhóm nhạc thần tượng nữ Trung Quốc được thành lập vào năm 2012.

## 25.05.2013 - SNH48 Tinh Hoa Vì Bạn Nở Rộ (Blooming For You) - Đại sân khấu Thượng Hải
| #  | Bài hát                                         | Bài hát        | Tham gia biểu diễn                     |
| -- | ----------------------------------------------- | -------------- | -------------------------------------- |
| 1  | Overture                                        |                | SNH48 Team SII                         |
| 2  | The Turn of Chance                              | 石头剪刀布     | SNH48 Team SII                         |
| 3  | Ponytail and Scrunchie                          | 马尾与发圈     | SNH48 Team SII                         |
| 4  | The Capacity for a Migratory Fish               | 爱的回游鱼     | SNH48 Team SII                         |
| 5  | Tiếng Gọi Diamond                               | 钻石呐喊       | SNH48 Team SII                         |
| 6  | First-love thief                                | 初恋小偷       | Từ Thần Thần, Triệu Gia Mẫn, Thang Mẫn |
| 7  | Dạ Điệp                                         | 夜蝶           | Mạc Hàn, Khâu Hân Di                   |
| 8  | I Will Turn Into A Cherry Tree                  | 化作樱花树     | SNH48 Team SII                         |
| 9  | Mammoth                                         | 猛犸           | SNH48 Team SII                         |
| 10 | Tiếng Chuông Cuối Cùng Ngân Lên                 | 最后的钟声响起 | SNH48 Team SII                         |
| 11 | Don't Wanna Be A Great Person                   | 不想多伟大     | SNH48 Team SII                         |
| 12 | Flying Get                                      | 飞翔入手       | SNH48 Team SII                         |
| 13 | Siamese Cat                                     | 暹罗猫         | SNH48 Team SII                         |
| 14 | Trụ Cột                                         | 支柱           | SNH48 Team SII                         |
| 15 | Melos' road                                     | 梅洛斯之路     | SNH48 Team SII                         |
| 16 | RIVER                                           | 激流之战       | SNH48 Team SII                         |
| 17 | For someone's sake ~What can I do for someone?~ |                | SNH48 Team SII                         |
| 18 | Vệt Trắng Máy Bay                               | 机尾云         | SNH48 Team SII                         |
| 19 | Heavy Rotation                                  | 无尽旋转       | SNH48 Team SII                         |

- Do gặp chấn thương ở eo nên Triệu Gia Mẫn chỉ biểu diễn ca khúc First Love Thief.

## 16.11.2013 - Một năm này, SNH48 chúng ta cùng theo đuổi- Trung tâm thể thao diễn nghệ quốc tế Quảng Châu
| #  | Bài hát                           | Bài hát                | Tham gia biểu diễn                            |
| -- | --------------------------------- | ---------------------- | --------------------------------------------- |
|    | Overture                          |                        | SNH48 Team SII                                |
| 1  | RIVER                             | 激流之战               | SNH48                                         |
| 2  | Beginner                          | 开拓者                 | SNH48                                         |
| 3  | Melos' road                       | 梅洛斯之路             | SNH48                                         |
| 4  | Nước Mắt Của Tình Yêu Và Thù Hận  | 爱恨的泪               | Sae Miyazawa và Mariya Suzuki.                |
| 5  | Return Match                      | 再爱一回               | Lý Vũ Kỳ, Mạc Hàn, Trần Quan Tuệ, Hứa Giai Kỳ |
| 6  | First-love thief                  | 初恋小偷               | Từ Thần Thần, Khâu Hân Di, Triệu Gia Mẫn.     |
| 7  | Dạ Điệp                           | 夜蝶                   | Trương Ngữ Cách, Ngô Triết Hàm.               |
| 8  | Good Day, First Love              | 初恋，你好             | Vạn Lệ Na, Cung Thi Kỳ, Mạnh Nguyệt           |
| 9  | Ngọt                              | 糖                     | Lâm Tư Ý, Dịch Gia Ái, Hồ Tư Dịch             |
| 10 | The Night Wind's Deed             | 都是夜风惹的祸         | Cúc Tịnh Y                                    |
| 11 | Coolgirl                          | 冷酷女                 | SNH48 Team SII                                |
| 12 | The Capacity for a Migratory Fish | 爱的回游鱼             | SNH48 Team SII                                |
| 13 | Tiếng Chuông Cuối Cùng Ngân Lên   | 最后的钟声响起         | SNH48 Team SII                                |
| 14 | Trái Tim Trung Thực               | 诚实的心               | SNH48 Team SII                                |
| 15 | Ước Mơ Máy Bay Giấy               | 梦想的纸飞机           | SNH48 Team SII                                |
| 16 | Nữ Thần Nhà Hát                   | 剧场女神               | SNH48 Team SII                                |
| 17 | Làn Gió Sinh Mệnh                 | 生命之风               | SNH48                                         |
| 18 | Xin Lỗi                           | 借口                   | SNH48                                         |
| 19 | Thất Tình Tích Cực                | Fortune Cookie in Love | SNH48                                         |
| 20 | Flying Get                        | 飞翔入手               | SNH48                                         |
| 21 | Tiếng Gọi Diamond                 | 钻石呐喊               | SNH48                                         |
| 22 | Ponytail and Scrunchie            | 马尾与发圈             | SNH48                                         |
| 23 | Vệt Trắng Máy Bay                 | 机尾云                 | SNH48                                         |
| 24 | Trụ Cột                           | 支柱                   | SNH48                                         |
| 25 | Heavy Rotation                    | 无尽旋转               | SNH48                                         |

## 18.01.2014 - Red and White Debut Concert - Đại sân khấu Thượng Hải
| #  | Bài hát                                        | Bài hát        | Thành Viên Tham Gia Biểu Diễn                         |
| -- | ---------------------------------------------- | -------------- | ----------------------------------------------------- |
|    | Overture                                       |                | SNH48                                                 |
| 1  | RIVER                                          | 激流之战       | SNH48                                                 |
| 2  | Melos' road                                    | 梅洛斯之路     | SNH48                                                 |
| 3  | Beginner                                       | 开拓者         | SNH48                                                 |
| 4  | Reverse                                        | 神魂颠倒       | SNH48 Team SII                                        |
| 5  | Ý Nghĩa Của Tình Yêu                           | 爱的意义       | SNH48 Team SII                                        |
| 6  | End Roll                                       | 曲终人散       | Trần Quan Tuệ, Lý Vũ Kỳ, Ngô Triết Hàm, Triệu Gia Mẫn |
| 7  | Selfish Shooting Star                          | 任性的流星     | Mộng Nguyệt, La Lan                                   |
| 8  | Hoàng Hôn                                      | 日升日落       | SNH48 Team SII                                        |
| 9  | Forward Upward Circling                        | 逆流而上       | SNH48 Team NII                                        |
| 10 | Nữ Thần Nhà Hát                                | 剧场女神       | SNH48 Team SII                                        |
| 11 |                                                |                | SNH48 Team SII                                        |
| 12 | Tiếng Chuông Cuối Cùng Ngân Lên                | 最后的钟声响起 | SNH48 Team NII                                        |
| 13 | The Capacity for a Migratory Fish              | 爱的回游鱼     | SNH48 Team NII                                        |
| 14 | Stormy Night                                   | 暴风雨之夜     | Đới Manh, Hứa Giai Kỳ, Trần Tư, Ôn Tinh Tiệp.         |
| 15 | Ngọt                                           | 糖             | Khổng Tiếu Ngâm, Trương Ngữ Cách, Khâu Hân Di         |
| 16 | Dạ Điệp                                        | 夜蝶           | Vạn Lệ Na, Lục Đình                                   |
| 17 | First-love thief                               | 初恋小偷       | Lâm Tư Ý, Triệu Việt, Cung Thi Kỳ                     |
| 18 | Rơi Nước Mắt Mỉm Cười                          | 流着泪微笑     | Từ Thần Thần                                          |
| 19 | The Night Wind's Deed                          | 都是夜风惹的祸 | Cúc Tịnh Y                                            |
| 20 | Mammoth                                        | 猛犸           | SNH48                                                 |
| 21 | Coolgirl                                       | 冷酷女         | SNH48                                                 |
| 22 | Trái Tim Chân Thành                            | 诚实的心       | SNH48                                                 |
| 23 |                                                | 梦想的纸飞机   | SNH48                                                 |
| 24 | Heart Ereki                                    | 心电感应       | SNH48                                                 |
| 25 | Heavy Rotation + Koi Suru Fortune Cookie REMIX |                | SNH48                                                 |

## 26.07.2014 - SNH48 Tổng Tuyển Cử Hàng Năm Lần Thứ Nhất - Trung tâm Thể thao Quốc tế Thượng Hải[1]
| #  | Bài hát                        | Bài hát          | Tham gia biểu diễn                     |
| -- | ------------------------------ | ---------------- | -------------------------------------- |
|    | Overture                       |                  | SNH48                                  |
| 1  | So long!                       | 遥远的彼岸       | SNH48                                  |
| 2  | Flying Get                     | 飞翔入手         | SNH48                                  |
| 3  | Heavy Rotation                 | 无尽旋转         | SNH48                                  |
| 4  | I Will Turn Into A Cherry Tree | 化作樱花树       | SNH48 Team SII                         |
| 5  | First Rabbit                   | 第一只兔子       | SNH48 Team NII                         |
| 6  | Ý Nghĩa Của Tình Yêu           | 爱的意义         | SNH48 Team NII                         |
| 7  | Calling On SNH!                | SNH参上!         | SNH48 Team SII                         |
| 8  | Sycamore Tree                  | 悬铃木           | SNH48 Team SII                         |
| 9  | Ponytail and Scrunchie         | 马尾与发圈       | SNH48 Team NII                         |
| 10 |                                | 诚实的汗水       | SNH48 Team NII                         |
| 11 | Beginner                       | 开拓者           | SNH48 Team SII                         |
| 12 | Rơi Nước Mắt Mỉm Cười          | 流着泪微笑       | Từ Thần Thần, Cúc Tịnh Y               |
| 13 | Lòng Tự Trọng Của Sói          | 狼与自尊         | Cung Thi Kỳ, Dịch Gia Ái               |
| 14 | Miracles Can't Catch Up        | 奇迹也赶不及合格 | Lý Vũ Kỳ, Khổng Tiếu Ngâm, Khâu Hân Di |
| 15 | Vệt Trắng Máy Bay              | 机尾云           | SNH48                                  |
| 16 | Tiến Về Phía Trước             | 一心向前         | SNH48                                  |
| 17 | Ra Mắt Thế Hệ Thứ 3            |                  |                                        |

## 31.01.2015 - SNH48 Kim Khúc Đại Thưởng B30 Lần Thứ 1 REQUEST TIME BEST 30 - Đại sân khấu Thượng Hải[2]
| #  | Bài hát                          | Bài hát        | Tham gia biểu diễn                                                                            |
| -- | -------------------------------- | -------------- | --------------------------------------------------------------------------------------------- |
|    | Overture                         |                | SNH48                                                                                         |
| 1  | GIVE ME FIVE!                    | 青春的约定     | Top 16                                                                                        |
| 2  | Lực Hấp Dẫn                      | 万有引力       | SNH48 Team HII                                                                                |
| 3  | Bởi Vì Thích Anh                 | 错过奇迹       | SNH48 Team NII                                                                                |
| 4  | Confession                       | 告白趁现在     | SNH48                                                                                         |
| 5  | Ra Mắt Thế Hệ Thứ 4              |                | Mạc Hàn cùng Gen 4                                                                            |
| 6  | To Be Continued                  |                | SNH48 Team NII                                                                                |
| 7  | Suzukake Nanchara                | 悬铃木         | SNH48 Team HII                                                                                |
| 8  | Đêm Không Ngủ                    | 不眠之夜       | Mạc Hàn, Lý Vũ Kỳ, Hứa Giai Kỳ                                                                |
| 9  | Thuần Tình Chủ Nghĩa             | 纯情主义       | Trần Tư, Tiền Bội Đình, Đới Manh.                                                             |
| 10 | Thất Tình Tích Cực               | 爱的幸运曲奇   | SNH48 Team SII                                                                                |
| 11 | Mưa Trong Vườn Bách Thú          | 雨中动物园     | Tạ Ny, Từ Hàm, Từ Y Nhân, Lưu Bội Hâm, Lâm Nam, Lý Thanh Dương, Trần Di Hinh, Dương Huệ Tình. |
| 12 | Xin Lỗi                          | 借口           | SNH48 Team SII                                                                                |
| 13 | 2nd Generation Fan               | 二期生首推之歌 | SNH48 Team NII                                                                                |
| 14 | Rơi Nước Mắt Mỉm Cười            | 流着泪微笑     | Từ Thần Thần                                                                                  |
| 15 | Virus Hình Trái Tim              | 心型病毒       | Ôn Tinh Tiệp, Hứa Giai Kỳ, Từ Tử Hiên                                                         |
| 16 | Hắc Thiên Sứ                     | 黑天使         | Trần Quan Tuệ, Lý Vũ Kỳ, Thẩm Chi Lâm                                                         |
| 17 | Thần Hồn Điên Đảo                | 神魂颠倒       | Khổng Tiếu Ngâm                                                                               |
| 18 | Black And White Plaid Skirt      | 黑白格子裙     | SNH48 Team SII                                                                                |
| 19 | Cactus and Gold Rush             | 仙人掌与淘金热 | Đường An Kỳ, Hà Bội Ngọc, Cung Thi Kỳ, Hoàng Đình Đình, Lâm Tư Ý, Đổng Diễm Vân               |
| 20 | Blue Rose                        |                | Trương Hân, Hứa Dương Ngọc Trác, Ngô Yên Văn, Dương Ngâm Vũ                                   |
| 21 | Beginner                         | 开拓者         | SNH48 Team SII                                                                                |
| 22 | Làn Gió Sinh Mệnh                | 生命之风       | SNH48 Team SII                                                                                |
| 23 | Ước Định Dưới Ánh Hoàng Hôn      | 夕阳下的约定   | Lý Vũ Kỳ                                                                                      |
| 24 | Tình Yêu Cấm Kỵ                  | 禁忌的两人     | Ngô Triết Hàm, Khâu Hân Di                                                                    |
| 25 | Đều Là Lỗi Của Gió Đêm           | 都是夜风惹的祸 | Cúc Tịnh Y                                                                                    |
| 26 | Con Đường Rực Lửa                | 燃烧的道路     | Lý Nghệ Đồng, Phùng Tân Đoá                                                                   |
| 27 | Good Day, First Love             | 初恋，你好     | Cung Thi Kỳ, Hoàng Đình Đình, Vạn Lệ Na                                                       |
| 28 | Trùng Chi Thơ                    | 虫之诗         | Lâm Tư Ý                                                                                      |
| 29 | Nước Mắt Của Tình Yêu Và Thù Hận | 爱恨的泪       | Mạc Hàn, Viên Vũ Trinh                                                                        |
| 30 | Selfish Shooting Star            | 任性的流星     | Tằng Diễm Phân, Cúc Tịnh Y                                                                    |
| 31 | Máy Gia Tốc Tình Yêu             | 爱的加速器     | Triệu Việt                                                                                    |
| 32 | Dạ Điệp                          | 夜蝶           | Lý Nghệ Đồng, Hoàng Đình Đình                                                                 |
| 33 | Trò Chơi Trốn Tìm Tình Yêu       | 恋爱捉迷藏     | Thẩm Chi Lâm                                                                                  |
| 34 | Nếu Như Anh Ôm Em                | 如果你拥抱我   | Mộng Nguyệt, Lục Đình, Trần Giai Oánh                                                         |
| 35 | Lòng Tự Trọng Của Sói            | 狼与自尊       | Cung Thi Kỳ, Dịch Gia Ái                                                                      |
| 36 | Duyên Tận Thế Gian               | 缘尽世间       | Hứa Giai Kỳ, Triệu Gia Mẫn, Cúc Tịnh Y                                                        |
| 37 | Mộng Chi Hà                      | 梦之河         | SNH48 Team SII                                                                                |
| 38 | Ánh Sáng Tinh Mộng               | 星梦之光       | SNH48                                                                                         |

- Ánh Sáng Tinh Mộng là bài hát được phiên dịch sang tiếng trung do Ngô Yên Văn viết lại, bài hát gốc là The End of The World của nữ ca sĩ Skeeter Davis.

## 25.07.2015 - SNH48 Tổng Tuyển Cử Hàng Năm Lần Thứ Hai - Trung tâm văn hóa Mercedes-Benz Thượng Hải[3]
| #  | Bài hát                   | Bài hát      | Tham gia biểu diễn                     |
| -- | ------------------------- | ------------ | -------------------------------------- |
|    | Overture                  |              | SNH48                                  |
| 1  | UZA                       | 呜吒         | Top 16                                 |
| 2  | Tăng Tốc Độ Ánh Mắt       | 眼神加速度   | SNH48 Team HII                         |
| 3  | Bay Cao Ước Mơ            | 亲吻进行式   | SNH48 Team NII                         |
| 4  | Tự ủng hộ bản thân        | 自我主张     | SNH48 Team SII                         |
| 5  | Thanh Xuân Sáng Chói      | 青春闪电     | SNH48 Team SII                         |
| 6  | Triết Lý Thuần Tuý        | 清纯哲学     | SNH48 Team X                           |
| 7  | Manatsu no Sounds Good!   | 盛夏好声音   | SNH48                                  |
| 8  | Blue Rose                 |              | Lý Nghệ Đồng, Trần Quan Tuệ, Lý Vũ Kỳ  |
| 9  | Trùng Chi Thơ             | 虫之诗       | Cúc Tịnh Y, Triệu Gia Mẫn, Khâu Hân Di |
| 10 | Mộng Chi Hà               | 梦之河       | Mạc Hàn, Dịch Gia Ái, Từ Thần Thần     |
| 11 | Ngọt                      | 糖           | Trương Ngữ Cách, Trần Tư, Cung Thi Kỳ  |
| 12 | Nếu Như Anh Ôm Em         | 如果你拥抱我 | Hứa Giai Kỳ, Đới Manh, Khổng Tiếu Ngâm |
| 13 | GIVE ME FIVE!             | 青春的约定   | SNH48                                  |
| 14 | Suzukake Nanchara         | 悬铃木       | SNH48 Team HII                         |
| 15 | Bởi Vì Thích Anh          | 错过奇迹     | SNH48 Team NII                         |
| 16 | Áp Lực Tình Yêu           | 幸福的压力   | SNH48 Team SII                         |
| 17 | Lực Hấp Dẫn               | 万有引力     | SNH48 Team HII                         |
| 18 | Nhật Ký Tình Yêu          | 爱情养成日记 | SNH48 Team NII                         |
| 19 | After Rain                | 雨季之后     | SNH48                                  |
| 20 | RIVER                     | 激流之战     | SNH48                                  |
| 21 | Calling On SNH!           | SNH参上!     | 16 SNH48 Team SII                      |
| 22 | We are the SNH            |              | 16 SNH48 Team NII                      |
| 23 | Hoá Thành Hòn Đá Lăn      | 約好了唷     | 16 SNH48 Team HII                      |
| 24 | Melos' road               | 梅洛斯之路   | 16 SNH48 Team X                        |
| 25 | Ponytail and Scrunchie    | 马尾与发圈   | SNH48 Team HII & Team X                |
| 26 | Melos' road               | 梅洛斯之路   | SNH48 Team HII & Team X                |
| 27 | Heavy Rotation            | 无尽旋转     | SNH48 Team SII & Team NII              |
| 28 | Tiếng Gọi Diamond         | 钻石呐喊     | SNH48 Team SII & Team NII              |
| 29 | Vệt Trắng Máy Bay         | 机尾云       | SNH48                                  |
| 30 | Ra Mắt Thế Hệ Thứ 5       |              |                                        |
| 31 | Bạn Và Tôi Cùng Đồng Hành | 伴我同行     | Top 16                                 |
| 32 | Dream High                | 梦想高飞     | Top 16                                 |

## 26.12.2015 - SNH48 Kim Khúc Đại Thưởng B30 lần thứ 2 REQUEST TIME BEST 30 - Trung tâm Thể dục Thể thao Quốc tế Trường Ninh Thượng Hải[4]
| #  | Bài hát                              | Bài hát          | Tham gia biểu diễn                                  |
| -- | ------------------------------------ | ---------------- | --------------------------------------------------- |
|    | Overture                             |                  | SNH48                                               |
| 1  | Happy Wonder World                   | 新年的钟声       | SNH48                                               |
| 2  |                                      | 夏日真心话       | SNH48 Team HII                                      |
| 3  |                                      | 奔跑的少女       | SNH48 Team X                                        |
| 4  |                                      | 面包和奶油       | SNH48 Team NII                                      |
| 5  | Lục Quang                            | 绿光             | SNH48 Team SII                                      |
| 6  | Làn Gió Sinh Mệnh                    | 生命之风         | SNH48 Team SII                                      |
| 7  | Gyakuten Oujisama (Hoàng Tử Điện Hạ) | 逆转的王子殿下   | Tạ Ny, Dương Huệ Tình, Trương Hân                   |
| 8  | The Capacity for a Migratory Fish    | 爱的回游鱼       | SNH48 Team X                                        |
| 9  | Bạn Và Tôi Cùng Đồng Hành            | 伴我同行         | SNH48 Team HII                                      |
| 10 | Hoá Thành Hòn Đá Lăn                 | 約好了唷         | SNH48 Team HII                                      |
| 11 | Mộng Chi Hà                          | 梦之河           | Từ Thần Thần                                        |
| 12 | Đêm Không Ngủ                        | 不眠之夜         | Trần Giai Oánh, Hà Hiểu Ngọc, Tôn Hâm Văn           |
| 13 | Juliet                               | 朱丽叶           | Thẩm Chi Lâm, Ôn Tinh Tiệp, Lý Tinh                 |
| 14 | Miracles Can't Catch Up              | 奇迹也赶不及合格 | Trần Quan Tuệ, Ngô Triết Hàm, Tưởng Vân             |
| 15 | Quả Chuối Ngây Ngô                   | 青涩的香蕉       | Khâu Hân Di, Triệu Việt                             |
| 16 | Giấc Mơ Của Wimbledon                | 温布顿之梦       | Cung Thi Kỳ, Vạn Lệ Na, Đổng Diễm Vân               |
| 17 | 16 Tỷ Muội                           | 16人姐妹歌       | Lục Đình, Đường An Kỳ, Triệu Việt                   |
| 18 | Hắc Thiên Sứ                         | 黑天使           | Hứa Dương Ngọc Trác, Lý Thanh Dương, Lưu Cảnh Nhiên |
| 19 | Reset                                | 勇气重生         | SNH48 Team SII                                      |
| 20 | The Night Wind's Deed                | 都是夜风惹的祸   | Phùng Tân Đoá                                       |
| 21 | Ngọt                                 | 糖               | Trần Tư, La Lan, Uông Thúc                          |
| 22 | Thuần Tình Chủ Nghĩa                 | 纯情主义         | Hứa Giai Kỳ, Viên Vũ Trinh, Từ Hàm                  |
| 23 | Ngày Vinh Quang                      | 荣耀日           | Lục Đình, Khổng Tiếu Ngâm, Tôn Nhuế                 |
| 24 |                                      |                  | Triệu Diệp, Lý Vũ Kỳ, Viên Đan Ny                   |
| 25 | Tiếng Ve Ngân Tình Yêu               | 暮蝉之恋         | Cúc Tịnh Y, Lâm Tư Ý                                |
| 26 | Cái Đuôi Của Thiên Sứ                | 天使的尾巴       | Thiệu Tuyết Thông, Tống Hân Nhiễm, Mộng Nguyệt      |
| 27 | Con Đường Rực Lửa                    | 燃烧的道路       | Hoàng Đình Đình, Triệu Việt                         |
| 28 | Máy Gia Tốc Tình Yêu                 | 爱的加速器       | Cúc Tịnh Y                                          |
| 29 | Virus Hình Trái Tim                  | 心型病毒         | Dương Băng Di, Trương Đan Tam, Dương Ngâm Vũ        |
| 30 | Nước Mắt Của Tình Yêu Và Thù Hận     | 爱恨的泪         | Lục Đình, Phùng Tân Đoá                             |
| 31 | Tạm Biệt Đồng Phục                   | 再见制服         | Đới Manh, Mạc Hàn, Trương Ngữ Cách                  |
| 32 | Nếu Như Anh Ôm Em                    | 如果你拥抱我     | Đới Manh, Hoàng Đình Đình, Khâu Hân Di              |
| 33 | Người Chơi Đàn Dương Cầm Trong Mưa   | 雨中钢琴师       | Lý Nghệ Đồng, Từ Tử Hiên, Lưu Bội Hâm               |
| 34 | Trò Chơi Trốn Tìm Tình Yêu           | 恋爱捉迷藏       | Đường An Kỳ                                         |
| 35 | BINGO!                               |                  | SNH48 Team NII                                      |
| 36 | Dạ Điệp                              | 夜蝶             | Lý Nghệ Đồng, Hoàng Đình Đình                       |
| 37 | Happy Wonder World                   | 新年的钟声       | SNH48                                               |

## 30.07.2016 - SNH48 Tổng Tuyển Cử Hàng Năm Lần Thứ Ba - Trung tâm văn hóa Mercedes-Benz Thượng Hải[5]
| #  | Bài hát                                                 | Bài hát    | Tham gia biểu diễn                            |
| -- | ------------------------------------------------------- | ---------- | --------------------------------------------- |
|    | Overture                                                |            | SNH48                                         |
| 1  | Hòn Đảo Ước Mơ                                          | 梦想岛     | SNH48                                         |
| 2  | Mommy Mommy Boom                                        | 媽咪媽咪轟 | SNH48 Team XII                                |
| 3  |                                                         | 我想對你說 | SNH48 Team X                                  |
| 4  | Shake it! Shake it!                                     |            | SNH48 Team NII                                |
| 5  | Girl Evolution                                          | 少女進化論 | SNH48 Team HII                                |
| 6  | Don't touch                                             |            | Lục Đình, Phùng Tân Đoá, Triệu Việt           |
| 7  | Mùa Gặp Gỡ                                              | 相遇的季節 | SNH48 Team X                                  |
| 8  | Thế Giới Mới                                            | 新世界     | Lý Nghệ Đồng, Lý Vũ Kỳ, Mạc Hàn               |
| 9  | Taste of love                                           | 戀愛味道   | SNH48 Team XII                                |
| 10 | Thiếu Nữ Bất Hạnh                                       | 少女的遗憾 | Dịch Gia Ái, Vạn Lệ Na, Tằng Diễm Phân        |
| 11 | La La La                                                |            | SNH48 Team SII                                |
| 12 | Gentlemen                                               |            | PSY, SNH48                                    |
| 13 | Gangnam Style                                           |            | PSY, SNH48                                    |
| 14 | GIVE ME FIVE!                                           | 青春的约定 | BEJ48                                         |
| 15 | First Rabbit                                            | 第一只兔子 | GNZ48                                         |
| 16 | Giấc Mơ New York                                        | 纽约梦     | SNH48 Team SII                                |
| 47 | Đôi Tay Chính Nghĩa                                     | 正義之手   | SNH48 Team NII                                |
| 18 | Nụ Hôn Chocolate                                        | 巧克力之吻 | Trương Ngữ Cách, Khổng Tiếu Ngâm, Khâu Hân Di |
| 19 | Mùa Hè Sôi Động                                         | 夏日悸動   | SNH48 Team HII                                |
| 20 | Tiếng Ve Ngân Tình Yêu                                  | 暮蝉之恋   | Hoàng Đình Đình, Đới Manh                     |
| 21 | Nữ Vương Điện Hạ (EDM)                                  | 女王殿下   | Cúc Tịnh Y                                    |
| 22 | Nguyên Động Lực                                         | 源动力     | Top 16                                        |
| 23 | Color Girls                                             | 官方版     | Color Girls                                   |
| 24 | Beginner                                                | 开拓者     | SNH48 Team SII                                |
| 25 | BINGO!                                                  |            | SNH48 Team NII                                |
| 26 | Đôi Tay Chính Nghĩa                                     | 正義之手   | SNH48 Team HII                                |
| 27 | Kèn Hiệu Thanh Xuân                                     | 青春号角   | SNH48 Team HII                                |
| 28 | Thông báo thành lập nhóm chị em đến từ Thẩm Dương SHY48 |            |                                               |
| 29 | Tiến Về Phía Trước                                      | 一心向前   | SNH48                                         |
| 30 | Sân Khấu Của Tôi                                        | 我的舞台   | SNH48                                         |
| 31 | You Raise Me Up                                         |            | SNH48                                         |

## 07.01.2017 - SNH48 Kim Khúc Đại Thưởng B50 Lần Thứ 3 REQUEST TIME BEST 50 - Trung tâm Thể dục Thể thao Quốc tế Trường Ninh Thượng Hải[6]
| #  | Bài hát                            | Bài hát        | Tham gia biểu diễn                              |
| -- | ---------------------------------- | -------------- | ----------------------------------------------- |
|    | Overture                           |                | SNH48                                           |
| 1  | Happy Wonder World                 | 新年的钟声     | Top 16                                          |
| 2  | Bí Mật Vùng 48                     | 48个秘密       | SNH48 Team SII                                  |
| 3  | Do It                              |                | SNH48 Team NII                                  |
| 4  |                                    | 倒轉魔法師     | SNH48 Team HII                                  |
| 5  | About Sweet Wishes                 | 關於甜蜜的願望 | SNH48 Team X                                    |
| 6  | After The Bell Is A Paradise       | 鐘聲過後是樂園 | SNH48 Team XII                                  |
| 8  | Chúng Ta Không Phải Thiên Sứ       | 我們不是天使   | Trần Mỹ Quân, Lâm Khê Hà,                       |
| 9  | Thanh Xuân Kề Vai                  | 青春肩並肩     | BEJ48 Team B                                    |
| 10 | Tiếng Chuông Tan Học               | 下課鈴聲       | SNH48 Team HII                                  |
| 11 | Phải Đó Là Anh                     | 非君不可       | SNH48 Team XII                                  |
| 12 | Hello! Mr. Future                  | Hello! Mr.未來 | BEJ48 Team E                                    |
| 13 | I Like You I Like You I Like You   | 戀愛躲避球     | GNZ48 Team G                                    |
| 14 | Lá Cờ Ước Mơ                       | 夢想的旗幟     | SNH48 Team X                                    |
| 15 | Hình Dánh Đó Của Em                | 这样的我       | GNZ48 Team NIII                                 |
| 16 | Dù Lượn                            | 降落傘         | Từ Thần Thần                                    |
| 17 | Selfish Shooting Star              | 任性的流星     | Cung Thi Kỳ, Dịch Gia Ái                        |
| 18 | Nhịp Điệu Đong Đưa                 | 摇摆节拍       | SNH48 Team NII                                  |
| 19 | Trào Lưu Quán Quân                 | 潮流冠军       | SNH48 Team SII                                  |
| 20 | Trò Chơi Trốn Tìm Tình Yêu         | 恋爱捉迷藏     | Lâm Gia Bội, Phùng Gia Hy                       |
| 21 | Ngọt                               | 糖             | Viên Hàng, Dương Huệ Tình, Lâm Nam              |
| 22 | Virus Hình Trái Tim                | 心型病毒       |                                                 |
| 23 | Nữ Vương Điện Hạ                   | 女王殿下       | Tằng Diễm Phân                                  |
| 24 | Vương Tử Điện Hạ                   | 王子殿下       | Thiệu Tuyết Thông, Lý Giai Ân, Hoàng Đồng Dương |
| 25 | Hắc Thiên Sứ                       | 黑天使         | Hồng Bội Vân, Tạ Lôi Lôi, Hồ Hiểu Tuệ           |
| 26 | Giấc Mơ Của Wimbledon              | 温布顿之梦     | Tằng Diễm Phân, Uông Thúc, Nghiêm Giảo Quân     |
| 27 | First-love thief                   | 初恋小偷       | Từ Hàm, Trần Quan Tuệ, Ôn Tinh Tiệp             |
| 28 | Bitter and Sweet                   | 苦與甜         | Tưởng Thư Đình, Tôn Hâm Văn,                    |
| 29 | Tạm Biệt Đồng Phục                 | 再见制服       | Tống Hân Nhiễm, Đoàn Nghệ Tuyền, Trương Đan Tam |
| 30 | LOVE                               |                | GNZ48 Team G                                    |
| 31 | Cận Tương Lai                      | 近未來         | GNZ48 Team NIII                                 |
| 32 | Smiling Sunflower                  | 微笑的向日葵   | BEJ48 Team B                                    |
| 33 | Kỷ Niệm Atlantis                   | 亞特蘭蒂斯紀念 | BEJ48 Team E                                    |
| 34 | Cánh Hoa Của Thanh Xuân            | 青春的花瓣     | Phùng Tân Đoá                                   |
| 35 | Tình Yêu Cấm Kỵ                    | 禁忌的两人     | Vạn Lệ Na, Tôn Trân Ny                          |
| 36 | Người Chơi Đàn Dương Cầm Trong Mưa | 雨中钢琴师     | Dịch Gia Ái, Cung Thi Kỳ, Dương Băng Di         |
| 37 | Quả Chuối Ngây Ngô                 | 青涩的香蕉     | Lục Đình, Phùng Tân Đoá                         |
| 38 | Tsundere!                          | 傲嬌女孩       | Trần Giai Oánh, Hà Hiểu Ngọc, Tô Sam Sam        |
| 39 | Đêm Không Ngủ                      | 不眠之夜       | Hoàng Đình Đình, Lưu Tăng Diễm, Mã Ngọc Linh    |
| 40 | Đường Chéo Tình Đơn Phương         | 單戀對角線     | Tiền Bội Đình, Tôn Nhuế, Phùng Hiểu Phi         |
| 41 | Con Đường Rực Lửa                  | 燃烧的道路     | Hứa Giai Kỳ, Lưu Cảnh Nhiên                     |
| 42 | Trạm Tiếp Theo Là Cậu              | 下一站是君     | Lý Nghệ Đồng, Phùng Tân Đoá                     |
| 43 | Everyday                           | 毎一天         | Cúc Tịnh Y                                      |
| 44 | Mật Mã Lệch Giờ                    | 時差密碼       | SHY Team SIII                                   |
| 45 | Nếu Như Anh Ôm Em                  | 如果你拥抱我   | Trương Ngữ Cách, Hứa Dương Ngọc Trác, Tạ Ny     |
| 46 | Juliet                             | 朱丽叶         | Lưu Thắng Nam, Lý                               |
| 47 | Dạ Điệp                            | 夜蝶           | Lâm Tư Ý, Cúc Tịnh Y                            |
| 48 | Thuần Tình Chủ Nghĩa               | 纯情主义       | Trần Mỹ Quân, Trịnh Đan Ny, Châu Di             |
| 49 | Thiếu Nữ Bất Hạnh                  | 少女的遗憾     | Trương Vũ Hâm, Vu Giai Di, Lý                   |
| 50 | Cái Đuôi Của Thiên Sứ              | 天使的尾巴     | Phí Thẩm Nguyên, Trương Di, Khương Sam          |
| 51 | Nụ Hôn Chocolate                   | 巧克力之吻     | Vạn Lệ Na, Đới Manh, Từ Tử Hiên                 |
| 52 | Ngày Vinh Quang                    | 荣耀日         | Lý Vũ Kỳ, Viên Vũ Trinh, Tưởng Vân              |
| 53 | Máy Gia Tốc Tình Yêu               | 爱的加速器     | Lục Đình                                        |
| 54 | Nhật Ký Trời Tối                   | 天黑日記       | Trương Ngữ Cách                                 |
| 55 | Yêu Đến Mỏi Mệt                    | 愛到累了       | Mạc Hàn, Khâu Hân Di, Khổng Tiếu Ngâm           |
| 56 | Lòng Tự Trọng Của Sói              | 狼与自尊       | Đới Manh, Mạc Hàn                               |
| 57 | My First Jelly Beans               | 巧克力糖果     | Lâm Tư Ý, Lý Tử, Dương Uẩn Ngọc                 |
| 58 | Miracles Can't Catch Up            | 錯過奇蹟       | Lưu Cảnh Nhiên, Hứa Giai Kỳ, Thanh Ngọc Văn     |
| 59 | First Rabbit                       | 第一只兔子     | SNH48 Team NII                                  |
| 60 | Thanh Xuân Sáng Chói               | 青春閃電       | Hoàng Đình Đình                                 |
| 61 | Con Rối Gỗ                         | 木偶           | Lý Nghệ Đồng                                    |
| 62 | Sân Khấu Của Tôi                   | 我的舞台       | SNH48 Team SII                                  |
| 63 | Nước Mắt Của Tình Yêu Và Thù Hận   | 爱恨的泪       | Lý Nghệ Đồng, Hoàng Đình Đình                   |
| 64 | Don't Touch                        |                | Cúc Tịnh Y, Tằng Diễm Phân, Triệu Việt          |
| 65 | Happy Wonder World                 | 新年的钟声     | SNH48                                           |

## 29.07.2017 - TRÁI TIM BAY LƯỢN - SNH48 Tổng Tuyển Cử Hàng Năm Lần Thứ Bốn - Trung tâm văn hóa Mercedes-Benz Thượng Hải[7]
| #  | Bài hát                                   | Bài hát      | Tham gia biểu diễn                                                      |
| -- | ----------------------------------------- | ------------ | ----------------------------------------------------------------------- |
|    | Overture                                  |              | SNH48                                                                   |
| 1  | Áo Choàng Công Chúa                       | 公主披風     | Top 16                                                                  |
| 2  | Nữ Thần Nhà Hát                           | 剧场女神     | SNH48 Team XII                                                          |
| 3  | Lá Cờ Ước Mơ                              | 夢想的旗幟   | SNH48 Team X                                                            |
| 4  | H Zone                                    |              | SNH48 Team HII                                                          |
| 5  | Trái Tim Dũng Cảm                         | 勇敢的心     | SNH48 Team NII                                                          |
| 6  | Vùng 48                                   | 第48区       | SNH48 Team SII                                                          |
| 7  | We are the BEJ                            |              | BEJ48 Team B                                                            |
| 8  | Ngày đầu tiên                             | 初日         | BEJ48 Team E                                                            |
| 9  | After Rain                                | 雨季之后     | BEJ48 Team J                                                            |
| 10 | Huy Chương Vinh Quang                     | 荣耀勋章     | BEJ48                                                                   |
| 11 | Almond Croissant Keikaku                  | 面包和奶油   | GNZ48 Team G                                                            |
| 12 | N3ver give up                             | 永不放弃     | GNZ48 Team NIII                                                         |
| 13 | Melos' road                               | 梅洛斯之路   | GNZ48 Team Z                                                            |
| 14 | Dấu Chân Của Bồ Công Anh                  | 蒲公英的脚印 | GNZ48                                                                   |
| 15 | Colorful Days                             |              | Color Girls                                                             |
| 16 | Heavy Rotation                            | 无尽旋转     | SHY Team SIII                                                           |
| 17 | Suzukake Nanchara                         | 悬铃木       | SHY Team HIII                                                           |
| 18 | First Rabbit                              | 第一只兔子   | SHY48                                                                   |
| 19 | Moonlight                                 |              | 7SENSES                                                                 |
| 20 | Cạm Bẫy Thiên Sứ                          | 天使的圈套   | Phùng Tân Đoá, Tằng Diễm Phân                                           |
| 21 | Nữ Thần Bóng Đêm                          | 黑夜女神     | Hoàng Đình Đình                                                         |
| 22 | Mộng                                      | 梦           | Mạc Hàn, Lâm Tư Ý, Triệu Việt                                           |
| 23 | Monster                                   | 怪物         | Trương Ngữ Cách, Hứa Giai Kỳ, Lưu Cảnh Nhiên, Vạn Lệ Na, Trương Đan Tam |
| 24 | Không Tắt Được                            | 关不掉       | Lý Nghệ Đồng                                                            |
| 25 | Đối Trì                                   | 对峙         | Lục Đình, Đới Manh, Khâu Hân Di                                         |
| 26 | Everyday                                  | 毎一天       | Cúc Tịnh Y                                                              |
| 27 | Yes Or No                                 | 等不到你     | Cúc Tịnh Y                                                              |
| 28 | Thuyền Chanh Ngày Hè                      | 夏日柠檬船   | Top                                                                     |
| 29 | Tiếng Gọi Diamond                         | 钻石呐喊     | SNH48                                                                   |
| 30 | Vệt Trắng Máy Bay                         | 机尾云       | SNH48                                                                   |
| 31 | Ra Mắt Cửu Kỳ Sinh (GEN9)                 |              |                                                                         |
| 32 | Ra Mắt Nhà Hát Ở Trùng Khánh CKG48        |              |                                                                         |
| 33 | Thông báo thành lập CKG48 tại Trùng Khánh | 彼此的未来   | SNH48                                                                   |
| 34 | Tương Lai Của Chúng Ta                    | 彼此的未来   | SNH48                                                                   |
| 35 | Trái Tim Bay Lượn                         | 我心翱翔     | SNH48                                                                   |

## 03.02.2018 - SNH48 Kim Khúc Đại Thưởng B50 lần thứ 4 REQUEST TIME BEST 50 - Trung tâm văn hóa Mercedes-Benz Thượng Hải[8]
| Hạng | Bài hát                               | Bài hát          | Tham gia biểu diễn                                                                                  |
| ---- | ------------------------------------- | ---------------- | --------------------------------------------------------------------------------------------------- |
|      | Overture                              |                  | SNH48                                                                                               |
| 50   | Nữ Thần Bóng Đêm                      | 黑夜女神         | Uông Giai Linh                                                                                      |
| 49   | Hoa Và Lửa                            | 花与火           | SNH48 Team HII                                                                                      |
| 48   | To Be Continued                       |                  | BEJ48 Team B                                                                                        |
| 47   | Thiên Sứ Và Ác Ma                     | 天使与恶魔       | Từ Thần Thần                                                                                        |
| 46   | Bởi Vì Thích Anh                      | 错过奇迹         | BEJ48 Team J                                                                                        |
| 45   | Hợp Lý Thất Khống                     | 合理失控         | Mạc Hàn                                                                                             |
| 44   | Đêm Lạnh                              | 寒夜             | Khâu Hân Di                                                                                         |
| 43   | Chiến Ca                              | 战歌             | SNH48 Team SII                                                                                      |
| 42   | Cạm Bẫy Thiên Sứ                      | 天使的圈套       | Tiền Bội Đình, Khổng Tiếu Ngâm                                                                      |
| 41   | Con Rối Gỗ                            | 木偶             | Tôn Trân Ny                                                                                         |
| 40   | Nhân Ngư                              | 人鱼             | Hoàng Đình Đình, Lý Nghệ Đồng                                                                       |
| 39   | Điện Thoại Thủy Tinh Của Cô Bé Lọ Lem | 灰姑娘的玻璃手机 | Dịch Gia Ái, Triệu Việt                                                                             |
| 38   | Virus Hình Trái Tim                   | 心型病毒         | Trương Di, Từ Hàm, Kỳ Tĩnh                                                                          |
| 37   | Đường Chân Trời                       | 地平线           | Nghiêm Giảo Quân, Kỳ Tĩnh, Trần Quan Tuệ, Hạ Việt, Phó Tử Kỳ                                        |
| 36   | Mưa Trong Vườn Bách Thú               | 雨中动物园       | Lưu Bội Hâm, Uông Gia Linh, Đào Bá Nhĩ, Dương Nhất Phàm, Tả Gia Hân, Diệp Miêu Miêu, Lâm Hâm Nguyên |
| 35   | Locker Room Boy                       | 更衣室男孩       | Trương Gia Dư, La Hàn Nguyệt, Lý Giai Ân, Phùng Tư Giai, Lâm Ức Ninh                                |
| 34   | Người Chơi Đàn Dương Cầm Trong Mưa    | 雨中钢琴师       | Tạ Lôi Lôi, Lô Tĩnh, Long Diệc Thuỵ                                                                 |
| 33   | Trùng Chi Thơ                         | 虫之诗           | Khổng Tiếu Ngâm                                                                                     |
| 32   | Cô Ấy Và Cô Ấy                        | 她和她           | Đới Manh, Mạc Hàn                                                                                   |
| 31   | Một Nghìn Lẻ Một Đêm                  | 一千零一夜       | Trương Ngữ Cách, Tôn Trân Ny, Lưu Lực Phi                                                           |
| 30   |                                       | 镜中圣女         | Trần Vấn Ngôn, Trần Nam Thiến, Trương Mộng Tuệ, Trần Mỹ Quân, Trình Nhất Tâm                        |
| 29   | Blue Rose                             |                  | Vương Thi Mông, Vu Giai Di, Hồng Bội Vân, Lý Viện Viện                                              |
| 28   | Ái Vị Ương                            | 爱未央           | Thanh Ngọc Văn, Đoàn Nghệ Tuyền                                                                     |
| 27   | Stormy Night                          | 暴风雨之夜       | Hùng Tâm Dao, Dương Viện Viện, Lưu Thiến Thiến, Diệp Cẩm Đồng                                       |
| 26   | End Roll                              |                  | Hứa Dương Ngọc Trác, Trần Tư, Tạ Ny, Lâm Gia Bội                                                    |
| 25   | Dark Night Footsteps                  | 暗夜脚步声       | Triệu Việt, Phùng Hiểu Phi, Dương Băng Di, Hoàng Đồng Dương                                         |
| 24   |                                       | 巧克力密语       | Phí Thẩm Nguyên, Lưu Lực Phi, Trương Khải Kỳ, Hoàng Đình Đình                                       |
| 23   | Tự Dĩ Vi                              | 自以为           | Trương Hân, Phùng Gia Hy, Trần Huệ Tĩnh, Cao Nguyên Tĩnh, Trần Nhã Ngọc                             |
| 22   | I'm Not Your Girl                     |                  | Dịch Gia Ái, Viên Hàng, Thiệu Tuyết Thông, Thẩm Mộng Dao, Hách Uyển Tình                            |
| 21   | Sự Dịu Dàng Của Medusa                | 美杜莎的温柔     | Dương Uẩn Ngọc, Hồ Hiểu Huệ, Tiển Sân Nam                                                           |
| 20   | Hắc Thiên Sứ                          | 黑天使           | Trương Ngữ Cách, Tôn Hâm Văn, Trần Hân Vũ, Vương Hiểu Giai                                          |
| 19   | Nếu Như Người Ôm Em                   | 如果你拥抱我     | Lưu Cảnh Nhiên, Viên Vũ Trinh, La Tuyết Lệ                                                          |
| 18   | Remember You                          |                  | Lâm Tư Ý                                                                                            |
| 17   |                                       |                  | Lưu Tăng Diễm, Nhậm Tâm Di, Tiếu Văn Linh                                                           |
| 16   | Runaway Girl                          | 暴走少女         | Hoàng Đình Đình, Khương Sam, Lục Đình, Hàn Gia Lạc                                                  |
| 15   | Gravity                               |                  | GNZ48 Team G                                                                                        |
| 14   | Love color                            | 爱的顔色         | Trương Quỳnh Dư, Tô Sam Sam, Đoàn Nghệ Tuyền, Trương Vũ Hâm, Vương Thi Mông, Lý Thi Ngạn            |
| 13   | Dạ Điệp                               | 夜蝶             | Ngô Triết Hàm, Hứa Giai Kỳ                                                                          |
| 12   | Sứ Giả Linh Hồn                       | 灵魂使者         | Tống Hân Nhiễm, Lý Tử, Lưu Thắng Nam, Hồ Lệ Chi                                                     |
| 11   | Mad World                             |                  | Dịch Gia Ái, Hoàng Đình Đình                                                                        |
| 10   | Confession                            |                  | Lý Chiêu, Lý Tưởng, Trương Quýnh Nghĩa,                                                             |
| 9    | Return Match                          |                  | Vương Vũ Huyên, Hoàng Ân Như, Viên Nhất Kỳ, Thẩm Mộng Dao                                           |
| 8    | Monster                               |                  | Triệu Việt                                                                                          |
| 7    | 9 To 9                                |                  | Đới Manh, Mạc Hàn                                                                                   |
| 6    | Săn Mộng                              | 猎梦             | Dương Huệ Tình, Triệu Giai Nhuỵ, Phí Thẩm Nguyên                                                    |
| 5    | Cuộc Gọi Nhỡ                          | 未接来电         | Đường Lỵ Giai, Tả Tịnh Viện                                                                         |
| 4    | Quy Tắc Nhân Gian                     | 人间规则         | Lý Nghệ Đồng                                                                                        |
| 3    | Quả Chuối Ngây Ngô                    | 青涩的香蕉       | Trần Kha, Trịnh Đan Ny                                                                              |
| 2    | Quỹ Tích Ánh Sáng                     | 光之轨迹         | SNH48 Team NII                                                                                      |
| 1    | Xuân Hạ Thu Đông                      | 春夏秋冬         | Tô Sam Sam, Vương Thi Mông, Phùng Tư Giai, Trương Đan Tam                                           |

## 28.7.2018 - SNH48 Tổng Tuyển Cử Hàng Năm Lần Thứ Năm "CHỈ LỆ TIỀN HÀNH" - Trung tâm văn hóa Mercedes-Benz Thượng Hải
| #  | Bài hát                                  | Bài hát            | Tham gia biểu diễn                                |
| -- | ---------------------------------------- | ------------------ | ------------------------------------------------- |
|    | Overture                                 |                    | SNH48                                             |
| 1  | READY GO                                 |                    | DREAM STUDIO48                                    |
| 2  | Intro + Bình Minh Ở Napoli               | 那不勒斯的黎明     | TOP16                                             |
| 3  | FOR THE FUTURE                           |                    | SNH48 TEAM FT                                     |
| 4  | Đường Biển Mới (New Route)               | 新航路             | SNH48 TEAM X                                      |
| 5  | HONOR                                    |                    | SNH48 TEAM HII                                    |
| 6  | Hạn Định Quý                             | 限定季             | SNH48 TEAM NII                                    |
| 7  | Huyễn                                    | 幻                 | SNH48 TEAM SII                                    |
| 8  | Kèn Lệnh Tiên Phong                      | 先锋号角           | BEJ48                                             |
| 9  | Knight Overture                          | 骑士序曲           | BEJ48                                             |
| 10 | Quyết Bất Ngôn Bại                       | 决不言败           | GNZ48                                             |
| 11 | UNIVERSE                                 |                    | GNZ48 TEAM Z                                      |
| 12 | Vai Chính Duy Nhất                       | 唯一主角           | GNZ48 TEAM NIII                                   |
| 13 | 9 TO 9                                   |                    | GNZ48 TEAM G                                      |
| 14 | HEY YOU                                  |                    | GNZ48                                             |
| 15 | PINK CASTLE                              | 粉色城堡           | SHY48 TEAM SIII                                   |
| 16 | Trái Tim Dũng Cảm                        | 勇敢的心           | SHY48 TEAM HIII                                   |
| 17 | Trào Lưu Quán Quân                       | 潮流冠军           | SHY48                                             |
| 18 | THE DREAMER                              | 梦想家             | SHY48                                             |
| 19 | FIRST PERSON                             | 第一人称           | CKG48 TEAM C                                      |
| 20 | Kỷ Niệm Atlantis                         | 亚特兰蒂斯纪念     | CKG48 TEAM K                                      |
| 21 | Thiếu Nữ Công Viên Giải Trí              | 游乐园少女记       | CKG48                                             |
| 22 | I WANNA PLAY                             |                    | 7SENSE                                            |
| 23 | SHOW                                     |                    | Hoàng Đình Đình                                   |
| 24 | Hắc Miêu Dạ Hành                         | 夜行的黑猫         | Lục Đình, Hứa Giai Kỳ, Khổng Tiếu Ngâm            |
| 25 | Lâm Binh Đấu Giả Giai Trận Liệt Tại Tiền | 临兵斗者皆阵列在前 | Triệu Việt, Đới Manh, Lâm Tư Ý                    |
| 26 | Sự Dịu Dàng Của Medusa                   | 美杜莎的温柔       | Mạc Hàn, Đoàn Nghệ Tuyền, Ngô Triết Hàm, Lý Vũ Kỳ |
| 27 | Điệu Tango Im Lặng                       | 无声的探戈         | Phùng Tân Đóa, Trương Ngữ Cách                    |
| 28 | Đôi Cánh Sắt                             | 钢铁之翼           | Lý Nghệ Đồng                                      |
| 29 | Hành Trình Trái Tim (Ballad)             | 心的旅程           | SNH48 GROUP                                       |
| 30 | Lá Cờ Ước Mơ                             | 梦想的旗帜         | SNH48 GROUP                                       |
| 31 | Nghịch Chuyển Tương Lai                  | 逆转未来           | SNH48 GROUP                                       |
| 32 | Quỹ Tích Ánh Sáng                        | 光之轨迹           | SNH48 GROUP                                       |
| 33 | Chiến Ca                                 | 战歌               | SNH48 GROUP                                       |
| 34 | Thán Vân Hề                              | 叹云兮             | Cúc Tịnh Y                                        |
| 35 | Ước Mơ Cùng Ánh Sao Trên Biển            | 梦与星光的海上     | SNH48 GROUP                                       |
| 36 | Chỉ Lệ Tiền Hành                         | 砥砺前行           | SNH48 GROUP                                       |
| 37 | Thịnh Hành                               | 流行               | Ca sĩ khách mời: Lý Vũ Xuân                       |
| 38 | Dã man sinh trưởng                       | 野蛮生长           | Ca sĩ khách mời: Lý Vũ Xuân                       |
| 39 | Giao lộ, kế tiếp, gặp                    | 下个，路口，见     | Ca sĩ khách mời: Lý Vũ Xuân                       |
| 40 | Sân Khấu Của Tôi                         | 我的舞台           | JNR48                                             |

## 19.01.2019 - SNH48 Kim Khúc Đại Thưởng B50 lần thứ 5 REQUEST TIME BEST 50 - Trung tâm thể thao diễn nghệ quốc tế Quảng Châu
| #               | Hạng        | Bài hát                                  | Bài hát          | Tham gia biểu diễn                                                                                             |
| --------------- | ----------- | ---------------------------------------- | ---------------- | --- |
|                 |             | Overtune                                 |                  | SNH48 GROUP |
|                 |             | Bây Giờ Đến Mãi Mãi                      | 此刻到永远       | SNH48 GROUP |
| CA KHÚC NIÊN ĐỘ |             |                                          |                  | |
| 1               | DUET NO.1   | Chỉ Thiếu Một Chút Nữa                   | 就差一点点       | Đới Manh, Mạc Hàn                                                                                              |
| 2               | ĐỘI CA NO.1 | Ngốc                                     | 笨               | BEJ48 TEAM B                                                                                                   |
|                 |             | SWAN                                     | 天鹅             | 7SENSE |
| DIỆU DƯƠNG TỔ   |             |                                          |                  | |
| 1               | DUET NO.2   | SPY                                      |                  | Ngô Triết Hàm, Hứa Giai Kỳ                                                                                     |
| 2               | ĐỘI CA NO.2 | ZEN                                      |                  | GNZ48 TEAM Z                                                                                                   |
| 3               | SOLO NO.1   | Đôi Cánh Sắt Thép                        | 钢铁之翼         | Đới Manh |
| 4               | DUET NO.3   | 9 TO 9                                   |                  | Trương Ngữ Cách,Khổng Tiếu Ngâm                                                                                |
| 5               | UNIT NO.1   | Quy Tắc Nhân Gian                        | 人间规则         | Lưu Nhất Phi, Tôn Ngữ San, Bách Hân Di                                                                         |
| 6               | UNIT NO.2   | Nụ Hôn Chocolate                         | 巧克力之吻       | Tiền Bội Đình, Viên Vũ Trinh, Trương Hoài Cẩn                                                                  |
| 7               | UNIT NO.3   | Âm Thanh Biển Sâu                        | 深海之声         | Lô Tĩnh, Trần Thiến Nam, La Hàn Nguyệt                                                                         |
| HẠO NGUYỆT TỔ   |             |                                          |                  | |
| 1               | ĐỘI CA NO.3 | Sơ Nhật                                  | 初日             | SNH48 Team SII                                                                                                 |
| 2               | DUET NO.4   | Điệu Tango Im Lặng                       | 无声的探戈       | Trịnh Đan Ny, Trần Kha                                                                                         |
| 3               | SOLO NO.2   | Xuân Hạ Thu Đông                         | 春夏秋冬         | Vạn Lệ Na |
| 4               | DUET NO.5   | MY BOY                                   |                  | Tiền Bội Đình, Khổng Tiếu Ngâm                                                                                 |
| 5               | DUET NO.6   | Dạ Điệp                                  | 夜蝶             | Thanh Ngọc Văn, Trần Mỹ Quân                                                                                   |
| 6               | DUET NO.7   | Song Sinh Hoa                            | 双生花           | Tô Sam Sam, Lưu Lực Phi                                                                                        |
| 7               | DUET NO.8   | Quả Chuối Ngây Thơ                       | 青涩的香蕉       | Đoàn Nghệ Tuyền, Hồ Hiểu Tuệ                                                                                   |
| 8               | DUET NO.9   | Nhân Ngư                                 | 人鱼             | Dương Diệp, Vương Vũ Huyên                                                                                     |
| 9               | SOLO NO.3   | Huân Chương Danh Dự                      | 荣耀勋章         | Mạc Hàn |
| 10              | UNIT NO.4   | SUPER LOGIC                              |                  | Lý Chiêu, Nông Yến Bình, Vương Ti Việt, Hà Mộng Dao                                                            |
| 11              | UNIT NO.5   | DEAL                                     |                  | Dương Thanh Dĩnh, Kim La Tái, Hoàng Lê Dung, Lý Na, Hứa Uyển Ngọc, Trần Tuệ Tịnh, Lưu Nhất Phi, Diệp Miêu Miêu |
| 12              | UNIT NO.6   | ONE LIFE                                 |                  | Diêm Minh Quân, Trương Thiến, Dương Hâm, Điền Thiến Lan                                                        |
| 13              | UNIT NO.7   | NACL                                     |                  | Tạ Lôi Lôi, Lưu Thiến Thiến, Trương Quỳnh Dư, Dương Viện Viện                                                  |
| 14              | UNIT NO.8   | Kết Bạn                                  | 结伴             | Tả Tịnh Viện, Hùng Tâm Dao, Phùng Gia Hy                                                                       |
| 15              | UNIT NO.9   | FIRE TOUCH                               |                  | Tống Vũ San, Hách Tịnh Di, Tưởng Thư Đình, Từ Sở Văn                                                           |
| 16              | UNIT NO.10  | Bởi Vì Thích Anh (Kiseki wa Ma ni Awanai | 错过奇迹         | Trương Vũ Hâm, Tăng Ngải Giai, Kim Oánh Nguyệt                                                                 |
| TINH THẦN TỔ    |             |                                          |                  | |
| 1               | ĐỘI CA NO.4 | Đường Biển Mới (NEW ROUTE)               | 青涩的香蕉       | SNH48 TEAM X                                                                                                   |
| 2               | ĐỘI CA NO.5 | Không Buông Tay                          | 不放手           | GNZ48 TEAM NIII                                                                                                |
| 3               | SOLO.4      | Nữ Thần Bóng Đêm                         | 黑夜女神         | Phùng Hiểu Phi                                                                                                 |
| 4               | SOLO NO.5   | Nữ Vương Điện Hạ                         | 女王殿下         | Tưởng Vân |
| 5               | SOLO NO.6   | MONSTER                                  |                  | Tôn Nhuế |
| 6               | DUET NO.10  | Party Hắc Miêu                           | 黑猫party        | Dương Băng Di, Phùng Hiểu Phi                                                                                  |
| 7               | UNIT NO.11  | Hắc Miêu Dạ Hành                         | 夜行的黑猫       | Đường Lỵ Giai, Dương Diệp, Lý Giai Ân                                                                          |
| 8               | UNIT NO.12  | Bình Minh Cuối Cùng                      | 最后的曙光       | Tạ Lôi Lôi, Hàn Gia Lạc, Bách Hân Dư, Phùng Tư Giai                                                            |
| 9               | DUET NO.11  | Điện Thoại Thủy Tinh Của Cô Bé Lọ Lem    | 灰姑娘的玻璃手机 | Phí Thấm Nguyên, Trịnh Đan Ny                                                                                  |
| 10              | SOLO NO.7   | Rối Gỗ                                   | 木偶             | Tống Hân Nhiễm                                                                                                 |
| 11              | UNIT NO.13  | BATTLE CRY                               |                  | Lưu Thù Hiền, Thẩm Mộng Dao, Điền Thù Lệ                                                                       |
| 12              | UNIT NO.14  | GOOD TIME                                |                  | Lưu Thắng Nam, Lô Thiên Huệ, Trần Tuấn Hoành, Dư Chỉ Viện                                                      |
| 13              | UNIT NO.15  | Thép Không Gỉ                            | 不秀钢           | Tôn Hâm Văn, Trần Uẩn Lăng, Trương Vũ Hàm, Tang Thông                                                          |
| 14              | DUET NO.12  | MARIA                                    | 玛利亚           | Khổng Tiếu Ngâm, Tôn Nhuế                                                                                      |
| 15              | SOLO NO.8   | Don't Touch                              |                  | Hứa Giai Kỳ |
| 16              | UNIT NO.16  | Hắc Thiên Nga                            | 黑天鹅           | Húc Tư Dương, Chu Di Hân, Lý San San, Ngô Vũ Phi                                                               |
| 17              | SOLO NO.9   | Duyên Tận Thế Gian                       | 缘尽世间         | Cao Nguyên Tịnh                                                                                                |
| 18              | DUET NO.13  | MAD WORLD                                |                  | Hoàng Ân Như, Trần Mỹ Quân                                                                                     |
| 19              | UNIT NO.17  | I'm Not Your Girl                        |                  | Hứa Dương Ngọc Trác, Dương Huệ Đình, Từ Hàm, Lý Tinh Vũ, Lâm Thư Tình                                          |
| 20              | UNIT NO.18  | Đôi Cánh Mong Chờ                        | 期待之翼         | Lâm Thư Tình, Trần Nhã Ngọc, Vương Lộ Giảo, Lý Du Tuyền, Tạ Thiên Y, Đặng Thiến                                |
| 21              | UNIT NO.19  | Blue Rose                                |                  | Uông Giai Linh, Trần Lâm, Lý Tuệ, Hoàng Sở Nhân                                                                |
| 22              | UNIT NO.22  | Runaway Girls                            | 暴走少女         | Mã Ngọc Linh, Trần Kha, Lý Tinh Vũ, Vương Vũ Huyên                                                             |
| 23              | DUET NO.14  | Hôn Lễ Trong Mơ                          | 梦中的婚礼       | Trần Tư, Trần Quan Tuệ                                                                                         |
| 24              | UNIT NO.21  | Mỗi Ngày Một Chút                        | 一天天一点点     | Tạ Ny, Dương Khả Lộ, Giang Chân Nghi, Tiền Sân Nam, Trương Gia Dư                                              |
| 25              | DUET NO.15  | Dấu Chân Của Bồ Công Anh                 | 蒲公英的脚印     | Trần Kha, Trịnh Đan Ny                                                                                         |

## 27.07.2019 - SNH48 Tổng Tuyển Cử Hàng Năm Lần Thứ Sáu "HÀNH TRÌNH MỚI "- Trung tâm văn hóa Mercedes-Benz Thượng Hải[9]
| #  | Bài hát                      | Bài hát      | Tham gia biểu diễn                                                      |
| -- | ---------------------------- | ------------ | ----------------------------------------------------------------------- |
|    | Overture                     |              | SNH48                                                                   |
| 1  | Intro + Áng Thơ Ma Nữ        | 魔女的诗篇   | Top 16                                                                  |
| 2  | Miss Victoria                |              | GNZ48 Team G                                                            |
| 3  | Không Hoàn Hảo               | 不完美       | GNZ48 Team NIII                                                         |
| 4  | Tụ Biển Liệt                 | 聚裂變       | GNZ48 Team Z                                                            |
| 5  | HERO                         |              | GNZ48                                                                   |
| 6  | Kỷ Niệm Atlantis             |              | BEJ48 Team E                                                            |
| 7  | Ca Khúc Chủ Đề Của Tương Lai |              | BEJ48 Team J                                                            |
| 8  | Tốc Độ                       | 速           | BEJ48 Team B                                                            |
| 9  | Huy Chương Vinh Quang        |              | BEJ48                                                                   |
| 10 | Hoa Chi Tế                   | 花之祭       | SNH48 Team NII                                                          |
| 11 | Số X Vận Mệnh                | 命运的X      | SNH48 Team X                                                            |
| 12 | Lời Tiên Đoán                | 预言         | SNH48 Team SII                                                          |
| 13 | Chân Lí Của Bóng Đêm         |              | SNH48 Team HII                                                          |
| 14 | TWINKLE TWINKLE              |              | Top 66                                                                  |
| 15 | My Key                       |              | BlueV                                                                   |
| 16 | F.O.X                        |              | DEMOON                                                                  |
| 17 | Toà Thành Dưới Ngòi Bút      | 笔下之城     | HO2                                                                     |
| 18 | Thiên Không Tín              | 天空信       | Top 48                                                                  |
| 19 | Chung Vô Diệm                | 終無         | Top 32                                                                  |
| 20 | 7 O'CLOCK                    |              | 7SENSES                                                                 |
| 21 | Hoạ                          | 画           | Phùng Tân Đoá                                                           |
| 22 | Ám Vũ                        | 暗羽         | Đới Manh, Trương Ngữ Cách, Đoàn Nghệ Tuyền, Khổng Tiếu Ngâm, Tô Sam Sam |
| 23 | Pink Sniper                  | 粉红狙击手   | Hứa Giai Kỳ, Lâm Tư Ý, Tạ Lôi Lôi                                       |
| 24 | Mũi Tên Tín Niệm             | 信念箭羽     | Lục Đình, Ngô Triết Hàm, Tiền Bội Đình                                  |
| 25 | Ngày Xuân                    | 春日         | Hoàng Đình Đình                                                         |
| 26 | Nhất Thể Đồng Tâm            | 一体同心     | Mạc Hàn, Triệu Việt                                                     |
| 27 | Vô Tội Vô Ngã                | 无罪无我     | Lý Nghệ Đồng                                                            |
| 28 | Trụ Cột                      | 支柱         | SNH48 Gen 1                                                             |
| 29 | Sơ Nhật                      | 初日         | SNH48 GROUP                                                             |
| 30 | Hành Trình Trái Tim (Ballad) | 心的旅程     | SNH48 GROUP                                                             |
| 31 | Tôi Và Tổ Quốc Của Tôi       | 我和我的祖国 | SNH48 GROUP                                                             |
| 32 | Everybody Go                 | 加油女孩     | JNR48                                                                   |

## 21.12.2019 - SNH48 Kim Khúc Đại Thưởng B50 lần thứ 6 REQUEST TIME BEST 50[10]- Trung tâm thể thao diễn nghệ quốc tế Quảng Châu
| Hạng | Bài hát                                  | Bài hát            | Tham gia biểu diễn                                                                                    |
| ---- | ---------------------------------------- | ------------------ | --- |
|      | Overture                                 |                    | SNH48                                                                                                 |
|      | Đêm Giáng Sinh Lãng Mạn                  | 浪漫圣诞夜         | SNH48                                                                                                 |
| 50   | Cô Gái Bất Cẩn                           | 粗心女孩           | Trương Hoài Cẩn, Trịnh Đan Ny, Tôn Trân Ny                                                            |
| 49   | Hoạ                                      | 画                 | Trương Ngữ Cách                                                                                       |
| 48   | Mũi Tên Tín Niệm                         | 信念箭羽           | Trương Hân, Tả Tịnh Viện, Trần Thiến Nam                                                              |
| 47   | Sứ Giả Linh Hồn                          | 灵魂使者           | Hồng Bội Vân, Thiệu Tuyết Thông, Triệu Giai Nhuỵ, Trương Nhuận                                        |
| 46   | Hắc Miêu Dạ Hành                         | 夜行的黑猫         | Lưu Tăng Diễm, Hàn Gia Lạc, Hùng Tố Quân                                                              |
| 45   | 9 To 9                                   |                    | Phí Thẩm Nguyên, Đường Lỵ Giai                                                                        |
| 44   | Cạm Bẫy Thiên Sứ                         | 天使的圈套         | Dương Băng Di, Kỳ Tĩnh                                                                                |
| 43   | Kỷ Nguyên Phế Tích                       | 废墟纪元           | Hứa Giai Kỳ                                                                                           |
| 42   | Săn Mộng                                 | 猎梦               | Từ Huệ Linh, La Hàn Nguyệt, Châu Thi Vũ                                                               |
| 41   | Thế Giới Mới                             | 新世界             | Trương Di, Nhan Thấm, Lưu Nhàn, Lâm Thư Tình                                                          |
| 40   | Show                                     |                    | Khương Sam, Hoàng Ân Như, Bách Hân Dư                                                                 |
| 39   | Nếu Như Anh Ôm Em                        | 如果你拥抱我       | Trương Vũ Hâm, Lưu Thù Hiền, Hoàng Sở Nhân                                                            |
| 38   | Vô Tội Vô Ngã                            | 无罪无我           | Từ Sở Văn, Mã Ngọc Linh, Tống Vũ San                                                                  |
| 37   | Siren                                    | 塞壬               | Tống Hân Nhiễm, Lý San San, Phùng Từ Giai                                                             |
| 36   | Thép Không Gỉ                            | 不秀钢             | Lý Chiêu, Lâm Chi, Trần Phán, Nhậm Mạn Lâm                                                            |
| 35   | Nhảy Dù                                  | 降落伞             | Lưu Khiết                                                                                             |
| 34   | Cộng Trừ (+-)                            |                    | Ngô Triết Hàm, Hứa Giai Kỳ                                                                            |
| 33   | Hôn Lễ Trong Mơ                          | 夢中的婚禮         | Tằng Ngải Giai, Chu Di Hân                                                                            |
| 32   | One Life                                 |                    | Thẩm Tiếu Ái, Nông Yến Bình, Kim Oánh Nguyệt, Diệp Thư Kỳ                                             |
| 31   | My Boy                                   |                    | Lưu Lực Phi, Tô Sam Sam                                                                               |
| 30   | Tiếng Bước Chân Trong Đêm Tôi            | 暗夜脚步声         | Lâm Nam, Vương Hiểu Giai, Lô Thiên Huệ, Vương Dịch                                                    |
| 29   | Chỉ Thiếu Một Chút Nữa                   | 就差一点点         | Tôn Nhuế, Khổng Tiếu Ngâm                                                                             |
| 28   | Không Tắt Được                           | 关不掉             | Tưởng Vân                                                                                             |
| 27   | Chưa Từng Hối Hận                        | 不曾后悔           | Nhiễm Uý, Lý Tinh Vũ, Dương Diệp, Trần Giai Oánh                                                      |
| 26   | Quả Chuối Ngây Ngô                       | 青涩的香蕉         | Phương Kỳ, Ngô Vũ Phi                                                                                 |
| 25   | Miss Victoria                            |                    | Ngô Triết Hàm                                                                                         |
| 24   | Song Hành Đạo                            | 双行道             | Thích Dư Châu, Tôn Ngữ San, Tôn Hinh, Trình Vũ Lộ, Vương Duệ Kỳ, Trình Qua, Trương Thu Di, Kim La Tái |
| 23   | Run Sợ                                   | 凛                 | Tưởng Thư Đình, Quách Sảng, Đường Lâm, Lâm Chi, Tạ Ngải Lâm, Lương Kiều, Mã Phàm, Lương Kiều          |
| 22   | Điệu Tango Im Lặng                       | 无声的探戈         | Trương Quỳnh Dư, Tạ Lôi Lôi                                                                           |
| 21   | Fire Touch                               |                    | Trương Đan Tam, Hà Dương Thanh Thanh, Triệu Thiên Dương, Lương Uyển Lăng                              |
| 20   | Blue Rose                                |                    | Lô Tĩnh, Hồng Tĩnh Văn,Dương Khả Lộ, Vương Tỷ Hâm                                                     |
| 19   | Truyền Tụng Chi Ca                       | 传颂之歌           | Diêm Minh Quân, Vương Vũ Huyên, Tạ Phi Phi, Đặng Huệ Ân                                               |
| 18   | Chiếm Giữ                                | 占据               | Đới Manh, Tôn Nhuế, Thanh Ngọc Văn                                                                    |
| 17   | Cuộc Gọi Nhỡ                             | 未接来电           | Lý Vũ Kỳ, Viên Nhất Kỳ                                                                                |
| 16   | Hắc Động                                 | 黑洞               | Vạn Lệ Na                                                                                             |
| 15   | Love Letter                              |                    | Từ Thần Thần                                                                                          |
| 14   | Nhất Thể Đồng Tâm                        | 一体同心           | Trịnh Đan Ny, Trần Kha                                                                                |
| 13   | Maria                                    |                    | Lâm Tư Ý, Thẩm Mộng Dao                                                                               |
| 12   | Sốt Nhẹ                                  | 低烧               | Tả Tịnh Viện, Đường Lỵ Giai                                                                           |
| 11   | Ngôi Sao Bất An                          | 不安星             | Tiền Bội Đình, Khổng Tiếu Ngâm                                                                        |
| 10   | Vòng Chung Kết                           | 最终回合           | Dịch Gia Ái, Lưu Thắng Nam, Long Diệc Thuỵ, Châu Tương                                                |
| 9    | Lâm Binh Đấu Giả Giai Trận Liệt Tại Tiền | 临兵斗者皆阵列在前 | Đoàn Nghệ Tuyền, Tạ Lôi Lôi, Hồ Hiểu Tuệ                                                              |
| 8    | Ước Hẹn Dưới Ánh Hoàng Hôn               | 夕阳下的约定       | Phùng Tân Đoá, Lục Đình, Khổng Tiếu Ngâm, Từ Thần Thần, Tôn Nhuế, Tiền Bội Đình                       |
| 7    | Gravity                                  | 重力               | Triệu Việt                                                                                            |
| 6    | Toạ Độ 121E 31N                          | 坐标 121E 31N      | SNH48 Team SII                                                                                        |
| 5    | Dị                                       | 异                 | BEJ48 Team E                                                                                          |
| 4    | Hoa Chi Tế                               | 花之祭             | SNH48 Team NII                                                                                        |
| 3    | Sự Dịu Dàng Của Medusa                   | 美杜莎的温柔       | Ngô Triết Hàm, Hứa Giai Kỳ                                                                            |
| 2    | Who I Am                                 |                    | Đới Manh, Mạc Hàn                                                                                     |
| 1    | Hold Me Tight                            |                    | Phùng Tân Đóa , Lục Đình                                                                              |

## 15.08.2020 - SNH48 Tổng Tuyển Cử Hàng Năm Lần Thứ Bảy "SÁNG TẠO THANH XUÂN NHIỆT HUYẾT"[11]
| #  | Bài hát                | Bài hát        | Tham gia biểu diễn                             |
| -- | ---------------------- | -------------- | ---------------------------------------------- |
| 1  | Khúc Ca Thời Gian      | 时间的歌       | TOP16                                          |
| 2  | Summer Pirates         | 夏日柠檬船     | GNZ48 Team Z                                   |
| 3  | Dream Land             | 梦想岛         | GNZ48 Team NIII                                |
| 4  | Manatsu no Sound Good  | 盛夏好声音     | GNZ48 Team G                                   |
| 5  | You Don't Know Me      | 你所不知道的我 | GNZ48                                          |
| 6  | Ánh Sáng Hy Vọng       | 希望之光       | BEJ48 Team E                                   |
| 7  | Wings                  | 翅膀           | BEJ48 Team J                                   |
| 8  | Be A Fighter           |                | BEJ48 Team B                                   |
| 9  | Mùa Biểu Diễn          |                | CKG48                                          |
| 10 | Ngày Xuân              | 春日           | SNH49 Team NII                                 |
| 11 | LALALA                 |                | SNH48 Team SII                                 |
| 12 | Giấc Mơ Xa Xôi         |                | SNH48 Team HII                                 |
| 13 | Ngày Đông              | 冬日           | SNH48 Team X                                   |
| 14 | THE SHADOWS            | 暗影           | 7SENSES                                        |
| 15 | Bạn Là Quan Trọng Nhất | 你最最最重要   | Sáng Tạo Doanh 2020                            |
| 16 | YES! OK!               |                | Thanh Xuân Có Bạn 2                            |
| 17 | Vũ Khúc Hoa Viên       | 花园舞曲       | Chúng Ta Nhiệt Huyết                           |
| 18 | Có Bạn                 | 有你           | TOP48                                          |
| 19 | Bravery                | 勇不勇敢       | TOP32                                          |
| 20 | Gravity                | 重力           | Đoàn Nghệ Tuyền                                |
| 21 | Black Baccara          |                | Khổng Tiếu Ngâm, Trần Kha, Tô Sam Sam          |
| 22 | Huyễn                  | 幻             | Tống Hân Nhiễm, Đường Lỵ Giai, Phí Thấm Nguyên |
| 23 | Thiên Nga Đen          | 黑天鹅         | Trương Ngữ Cách, Tôn Nhuế                      |
| 24 | Âm Thanh Biển Sâu      | 深海之声       | Ngô Triết Hàm, Lưu Lực Phi, Thẩm Mộng Dao      |
| 25 | Ái Vị Ương             | 爱未央         | Hứa Giai Kỳ, Đới Manh                          |
| 26 | Biển Phương Xa         | 远方的海       | Mạc Hàn                                        |
| 27 | Trời Trong Rồi         | 天晴了         | SNH48 GROUP ft. JNR48                          |
| 28 | After Rain             | 雨季之后       | JNR48                                          |

## 16.01.2021 - SNH48 Kim Khúc Đại Thưởng B50 lần thứ 7 REQUEST TIME BEST 50[12]
| Hạng | Bài hát                               | Bài hát                | Tham gia biểu diễn                                                                                            |
| ---- | ------------------------------------- | ---------------------- | --- |
|      | Happy Wonder World                    |                        | SNH48 GROUP                                                                                                   |
|      | Áo Choàng Công Chúa                   | 公主披风               | JNR48 |
| 1    | Ái Vị Ương                            | 爱未央                 | Trần Kha, Trịnh Đan Ny                                                                                        |
| 2    | Chỉ Thiếu Một Chút Nữa                | 就差一点点             | Trương Quỳnh Dư, Tạ Lôi Lôi                                                                                   |
| 3    | Sốt Nhẹ                               | 低烧                   | Trần Thiến Nam, Tô Sam Sam                                                                                    |
| 4    | Hold Me Tight                         |                        | Lưu Thù Hiền, Hồ Tiểu Tuệ                                                                                     |
| 5    | My Boys                               |                        | Vương Dịch, Châu Thi Vũ                                                                                       |
| 6    | Tình Yêu Vội Vàng                     | 恋爱告急               | Khổng Tiếu Ngâm                                                                                               |
| 7    | LIKE I DO                             |                        | Đới Manh |
| 8    | Điệu Tango Im Lặng                    | 无声的探戈             | Tằng Ngải Giai, Chu Di Hân                                                                                    |
| 9    | Kế Hoạch Trùng Sinh                   | 重生计划               | SNH48 Team SII                                                                                                |
| 10   | Honor                                 |                        | SNH48 Team HII                                                                                                |
| 11   | Feeling You                           |                        | Lý Giai Ân |
| 12   | Me&U                                  |                        | Tôn Nhuế |
| 13   | Run sợ                                | 凛                     | Lâm Nam, Lữ Nhất, Phan Anh Kỳ, Tiêu Ngọc Trân, Trương Nhuận, Trần Nam Thiến, Trương Duệ Tiệp, Lại Tuấn Diệc   |
| 14   | Chuyến Đi Tiếp Theo                   | 下次旅行               | Dương Băng Di                                                                                                 |
| 15   | Nghệ Sĩ Dương Cầm Trong Mưa           | 雨中钢琴师             | Lưu Tăng Diễm, Trần Lâm, Hà Dương Thanh Thanh                                                                 |
| 16   | 9 to 9                                |                        | Viên Nhất Kỳ, Đoàn Nghệ Tuyền                                                                                 |
| 17   | SPY                                   |                        | Trương Ngữ Cách, Lục Đình                                                                                     |
| 18   | Ác Mộng Luân Hồi                      | 噩梦轮迴               | Đường Lỵ Giai                                                                                                 |
| 19   | Không Đợi Được Người                  | 等不到你               | Tống Hân Nhiễm                                                                                                |
| 20   | Xuân Hạ Thu Đông                      | 春夏秋冬               | Triệu Giai Nhụy, Trần Quế Quân, Lâm Thư Tình, Trương Mộng Tuệ                                                 |
| 21   | Runaway Girls                         | 暴走少女               | Dương Diệp, Tưởng Vân, Kỳ Tĩnh, Tôn Hiểu Diễm                                                                 |
| 22   | Yêu Anh                               | 爱U                    | Dương Băng Di, Lý Giai Ân, Vạn Lệ Na                                                                          |
| 23   | Sự Dịu Dàng Của Medusa                | 美杜莎的温柔           | Tưởng Vân, Thiệu Tuyết Thông, Điền Thù Lệ                                                                     |
| 24   | Mũi Tên Niềm Tin                      | 信念箭羽               | Tằng Ngải Giai, Từ Sở Văn, Trình Qua                                                                          |
| 25   | Cuộc gọi nhỡ                          | 未接来电               | Trịnh Đan Ny, Vương Hiểu Giai                                                                                 |
| 26   | Quả Chuối Ngây Ngô                    | 青涩的香蕉             | Phí Thấm Nguyên, Tô Sam Sam                                                                                   |
| 27   | Nhất Thể Đồng Tâm                     | 一体同心               | Trương Hân, Lưu Lực Phi                                                                                       |
| 28   | Super Logic                           |                        | Trương Di, Trương Thiến, Vương Duệ Kỳ, Kim La Tái                                                             |
| 29   | Cỏ Anh Đào                            | 樱花草                 | Vạn Lệ Na |
| 30   | Colorful Days                         |                        | Nhan Thấm, Vương Tử, La Khả Giai, Tạ Ngải Lâm, Trương Trí Kiệt                                                |
| 31   | NaCl                                  |                        | La Hàn Nguyệt, Trương Thư Vũ, Lôi Vũ Tiêu, Dương Duẫn Hàm                                                     |
| 32   | Song Hành Đạo                         | 双行道                 | Lưu Nhàn, Vương Quýnh Nghĩa, Vương Phi Nghiên, Vương Tư Việt, Ninh Kha, Khúc Mỹ Lâm, Mao Dịch Hàm, Vương Mộng |
| 33   | Siren                                 | 塞壬                   | Chu Di Hân, Dương Vũ Hinh, Lô Thiên Huệ                                                                       |
| 34   | Vũ Khúc Hoa Viên                      | 花园舞曲               | Trương Ngữ Cách, Nhiễm Uý, Lí San San, Long Diệc Thuỵ                                                         |
| 35   | Dạ Điệp                               | 夜蝶                   | Thẩm Mộng Dao, Trương Quỳnh Dư                                                                                |
| 36   | Swan                                  | 天鹅                   | Ôn Tinh Tiệp, Thẩm Tiểu Ái, Vương Thu Như, Kim Oánh Nguyệt, Diệp Thư Kỳ, Lưu Tăng Diễm , Biện Sở Nhàn         |
| 37   | Điện Giật                             | 触电                   | Phùng Vũ Đình, Lục Diệp Huỷ, Phan Lộ Dao, Trần Vũ Tư, Trần Ni Á, Trần Giai Oánh, Lâm Gia Bội                  |
| 38   | Ngôi Sao Bất An                       | 不安星                 | Tôn Trân Ny, Trần Thiến Nam                                                                                   |
| 39   | F.O.X                                 | 狐狸                   | Nhậm Man Lâm, Hoàng Sở Nhân, Nông Yến Bình, Đường Lâm, Tạ Phi Phi, Lâm Chi, Trương Tiếu Doanh                 |
| 40   | Dành Cho Chúng Ta Không Thuộc Về Nhau | 给注定不能在一起的我们 | Hứa Dương Ngọc Trác, Trần Kha                                                                                 |
| 41   | Sứ Giả Linh Hồn                       | 灵魂使者               | Viên Vũ Trinh, Hoàng Ân Như, Lưu Khiết, Bành Gia Mẫn                                                          |
| 42   | Nhân Ngư                              | 人鱼                   | Tống Hân Nhiễm, Phùng Tư Giai                                                                                 |
| 43   | Black Baccara                         |                        | Trương Quỳnh Dư                                                                                               |
| 44   | My Key                                |                        | Hồ Hiểu Tuệ, Lưu Thù Hiền, Thạch Trúc Quân, Triệu Thiên Dương, Hách Tịnh Di                                   |
| 45   | Chiếm Giữ                             | 占据                   | Tạ Lôi Lôi, Tô Sam Sam, Lưu Lực Phi                                                                           |
| 46   | Show                                  |                        | Hồng Tĩnh Văn, Lý Tuệ, Tạ Thiên Y                                                                             |
| 47   | Hiệp Cuối Cùng                        | 最终回合               | Trương Hoài Cẩn, Trương Vũ Hâm, Dương Khả Lộ, Điền Thiến Lan                                                  |
| 48   | Mami                                  |                        | Lô Tĩnh, Quách Sảng, Dương Viện Viện, Lý Na, Vương Đan Ny                                                     |
| 49   | Vị Trí Độc Quyền                      | 专属位置               | Phương Kỳ, Bách Hân Dư, Ngô Vũ Phi, Châu Tương                                                                |
| 50   | Ánh Sáng Cuối Cùng                    | 最后的曙光             | Lưu Thắng Nam, Vương Tỷ Hâm, Lương Uyển Lâm, Châu Thiến Ngọc                                                  |

## 07.08.2021 - SNH48 Tổng Tuyển Cử Hàng Năm Lần Thứ Tám "48 LOẠI KHẢ NĂNG CỦA THẾ GIỚI "[13]
| #  | Bài hát                             | Bài hát      | Tham gia biểu diễn                                         |
|    | Overture                            |              | SNH48                                                      |
| 1  | Biệt Lai Vô Dạng                    | 别来无恙     | TOP16                                                      |
| 2  | Tương Lai Sẽ Đến                    | 未来会来     | TOP32                                                      |
| 3  | Không Hỏi Tương Lai                 | 不问将来     | TOP48                                                      |
| 4  | Biệt Lai Vô Dạng                    | 別來無恙     | TOP1-48                                                    |
| 5  | Dị Độ Không Gian                    | 异度空间     | BEJ48                                                      |
| 6  | New Route                           | 新航路       | CKG48                                                      |
| 7  | Knight Overture                     | 骑士序曲     | BEJ48 & CKG48                                              |
| 8  | Bội Thủy Nhất Chiến                 | 背水一战     | GNZ48 Team Z                                               |
| 9  | Vùng 48                             | 第48区       | GNZ48 Team NIII                                            |
| 10 | Quy Luật Rừng Xanh (Forest Theorem) | 森林法则     | GNZ48 Team G                                               |
| 11 | Nghịch Chuyển Tương Lai             | 逆转未来     | GNZ48                                                      |
| 12 | Chiến Ca                            | 战歌         | SNH48 Team SII                                             |
| 13 | Thiếu Nữ Không Hoàn Chỉnh           | 未完成少女   | SNH48 Team NII                                             |
| 14 | Ultimate Mission                    | 终极任务     | SNH48 Team HII                                             |
| 15 | Dấu hiệu X                          | X基因        | SNH48 Team X                                               |
| 16 | Hoa Và Lửa                          | 花与火       | SNH48                                                      |
| 17 | Bong Bong Bong                      | 怦然心动     | SNH48 GROUP                                                |
| 18 | After Party                         |              | 7SENSES                                                    |
| 19 | 9 To 9                              |              | Tưởng Vân, Vương Hiểu Giai                                 |
| 20 | SHOT                                |              | SNH48 Team HII                                             |
| 21 | City Light                          |              | Lục Đình                                                   |
| 22 | Tâm Sự Với Chính Mình               | 自言自说     | Tô Sam Sam, Vương Hiểu Giai, Phí Thẩm Nguyên, Trịnh Đan Ny |
| 23 | Điện Giật                           | 触电         | Thẩm Mộng Dao, Tả Tịnh Viện                                |
| 24 | Trắng Hay Đen                       | 黑与白       | Lâm Tư Ý, Dương Băng Di, Hứa Dương Ngọc Trác               |
| 25 | Nữ Vương Điện Hạ                    | 女王殿下     | Tống Hân Nhiễm                                             |
| 26 | Vũ Khúc Hoa Viên                    | 花园舞曲     | Đoàn Nghệ Tuyền, Trương Hân, Viên Nhất Kỳ                  |
| 27 | Sugar Free                          |              | Tôn Nhuế                                                   |
| 28 | Gửi Cho Tương Lai Chúng Ta          | 给未来的我们 | SNH48 GROUP                                                |
| 29 | Shiny Boys Shiny Girls              |              | JNR48                                                      |

## 08.01.2022 - SNH48 Kim Khúc Đại Thưởng B50 lần thứ 8 REQUEST TIME BEST 50[14]
| Hạng          | Bài hát                               | Bài hát          | Tham gia biểu diễn                                                                                                |
| ------------- | ------------------------------------- | ---------------- | --- |
|               | Sweet Festival                        | 甜蜜盛典         | SNH48 GROUP |
|               | Khúc Ca Thời Gian                     | 时间的歌         | JNR48 |
| DIỆU DƯƠNG TỔ |                                       |                  | |
| 1             | DEEP DOWN (UYÊN)                      | 渊               | Tưởng Vân, Vương Hiểu Giai                                                                                        |
| 2             | Cuộc Gọi Nhỡ                          | 未接来电         | Trương Hân, Hứa Dương Ngọc Trác                                                                                   |
| 3             | SWEET TRAP                            | 影               | Phí Thấm Nguyên, Khương Sam                                                                                       |
| 4             | LIAR                                  | 受理人           | Lưu Thù Hiền, Hồ Tiểu Tuệ                                                                                         |
| 5             | Sự Dịu Dàng Của Medusa                | 美杜莎的温柔     | Vương Dịch, Châu Thi Vũ                                                                                           |
| 6             | LOOK OUT                              | 讯号             | Trịnh Đan Ny, Trần Kha                                                                                            |
| 7             | 9 to 9                                |                  | Hồng Tĩnh Văn, Đường Lị Giai                                                                                      |
| 8             | Hold Me Tight                         |                  | Lưu Lực Phi, Tô Sam Sam                                                                                           |
| 9             | Vũ Khúc Hoa Viên                      | 花园舞曲         | Hồng Tĩnh Văn, Trương Hoài Cẩn, Ninh Kha, La Hàn Nguyệt                                                           |
| 10            | MOONLIGHT                             |                  | Từ Sở Văn, Châu Tương, Trương Mộng Tuệ, Lâm Chi, Trương Nhuận, Lô Hinh Di, Trần Nam Tây                           |
| 11            | PINK SNIPER                           |                  | Trương Ngữ Cách, Diêm Minh Quân, Thanh Ngọc Văn                                                                   |
| 12            | LIKE A DIAMOND                        | 闪耀             | Diệp Thư Kỳ, Trần Vũ Tư, Phù Băng Băng, Nhan Thấm, Trần Trăn Trăn, Tăng Giai, Vương Duệ Kỳ                        |
| 13            | Điệu Tango Im Lặng                    | 无声的探戈       | Lý Giai Ân, Kỳ Tĩnh                                                                                               |
| 14            | Ái Vị Ương                            | 爱未央           | Đường Lị Giai, Hứa Dương Ngọc Trác                                                                                |
| 15            | THE SHADOWS                           | 暗影             | Lý San San, Lưu Thiến Thiến, Bành Gia Mẫn, Cao Tuyết Dật, Trương Thư Vũ                                           |
| 16            | Đều Là Lỗi Của Gió Đêm                | 都是夜风惹的祸   | Tưởng Vân |
| HẠO NGUYỆT TỔ |                                       |                  | |
| 17            | Trời Sinh Một Đôi                     | 天生E对          | Tả Tịnh Viện, Phí Thấm Nguyên                                                                                     |
| 18            | Họa                                   | 画               | Ngô Triết Hàm |
| 19            | 7O'CLOCK                              | 七点整           | Ninh Kha, Hoàng Sở Nhân, Lý Tuệ, Vương Thu Như, Hà Dương Thanh Thanh, Tôn Ngữ San, Hàn Gia Lạc                    |
| 20            | NACL                                  |                  | Tạ Thiên Y, Mã Ngọc Linh, Hách Tịnh Di, Điền Thù Lệ                                                               |
| 21            | SPY                                   |                  | Viên Nhất Kỳ, Chu Di Hân                                                                                          |
| 22            | Mưa Ở Vườn Bách Thú                   | 雨中动物园       | Ngô Vũ Phi, Phương Kỳ, La Khả Gia, Dương Nhược Tích, Lô Tĩnh,Vương Thiên Nặc, Đặng Huệ Ân, Trương Ái Tĩnh         |
| 23            | In The Dark                           | 謎局             | Đới Manh |
| 24            | I WANNA PLAY                          |                  | Trương Trí Kiệt, Triệu Giai Nhị, Dương Vũ Hinh, Bành Du Hàm, Trương Nguyệt Minh, Vũ Bác Hàm, Lâm Giai Di          |
| 25            | Cạm Bẫy Thiên Sứ                      | 天使的圈套       | Đoàn Nghệ Tuyền, Tống Hân Nhiễm                                                                                   |
| 26            | SWEET BOY                             |                  | Lương Uyển Lâm, Trần Hoằng Vũ, Nhiễm Úy, Lữ Nhất, Phùng Tư Giai                                                   |
| 27            | NEW PLAN                              |                  | Lưu Tăng Diễm, Do Miểu, Thiệu Tuyết Thông, Trần Thiến Nam, Trương Tiếu Doanh, Vương Phi Nghiên, Triệu Thiên Dương |
| 28            | Người Bạn Tốt Băng Cá Nhân            | 好友创可贴       | Đại Kiều, Hoàng Tuyên Khởi, Hoàng Di Từ, Tiểu Kiều                                                                |
| 29            | SANDGLASS                             | 沙漏             | Tôn Hiểu Diễm, Phan Anh Kỳ, Nhậm Mạn Lâm, Dương Viện Viện, Lưu Nhàn                                               |
| 30            | LOLLIPOP                              | 棒棒糖           | Từ Thi Kỳ, Giang Hâm, Phan Lộ Dao, Đường Thần Uy, Giang Vũ Hàng, Trương Thần Y, Chu Hàm Giai                      |
| TINH MANG TỔ  |                                       |                  | |
| 31            | Rose's Secret                         |                  | Tôn Trân Ny, Khương Sam, Do Miểu                                                                                  |
| 32            | Nhân Ngư                              | 人鱼             | Đoàn Nghệ Tuyền, Tưởng Vân                                                                                        |
| 33            | Ám Vũ                                 | 暗羽             | Thẩm Tiểu Ái, Tưởng Thư Đình, Trần Vũ Tư                                                                          |
| 34            | Thán Vân Hề                           | 叹云兮           | Tăng Ngải Giai |
| 35            | F.O.X                                 | 狐狸             | Vương Tử, Phạm Lộ Nguyên, Vương Đan Ny, Trần Giai Oánh, Trương Duệ Tiệp, Thạch Trúc Quân, Trương Thi Vân          |
| 36            | Fire Touch                            |                  | Ngô Triết Hàm, Dương Băng Di, Viên Nhất Kỳ, Trương Quỳnh Dư                                                       |
| 37            | Dominated                             | 支配人           | Vương Hiểu Giai, Trần Kha                                                                                         |
| 38            | MAD WORLD                             |                  | Lưu Lực Phi, Tưởng Vân                                                                                            |
| 39            | SHOW                                  |                  | Vương Dịch, Nông Yến Bình, Lưu Khiết                                                                              |
| 40            | Like I Do                             |                  | Trương Quỳnh Dư                                                                                                   |
| 41            | Ngôi Sao Bất An                       | 不安星           | Châu Thi Vũ, Trịnh Đan Ny                                                                                         |
| 42            | Vô Tội Vô Ngã                         | 无罪无我         | Bách Hân Dư, Lâm Thư Tình, Lô Thiên Huệ                                                                           |
| 43            | Trò Chơi và Số Không                  | 零和游戏         | Tăng Ngải Giai, Trương Hân                                                                                        |
| 44            | Chỉ Thiếu Một Chút Nữa                | 就差一点点       | Viên Nhất Kỳ, Tôn Trân Ny                                                                                         |
| 45            | Maria                                 | 玛利亚           | Hồ Hiểu Tuệ, Vương Dịch                                                                                           |
| 46            | MY BOY                                |                  | Phương Kỳ, Ngô Vũ Phi                                                                                             |
| 47            | Điện Thoại Thủy Tinh Của Cô Bé Lọ Lem | 灰姑娘的玻璃手机 | Dương Khả Lộ, Vuơng Tỷ Hâm                                                                                        |
| 48            | Nước Mắt Yêu Hận                      | 爱恨的泪         | Tô Sam Sam, Mã Ngọc Linh                                                                                          |
| 49            | 7SENSES                               |                  | Trương Ngữ Cách, Phan Anh Kỳ, Tiển Sân Nam, Châu Bồi Khê, Trương Ấu Ninh, Tôn Hiểu Diễm, Bối Sở Hàm               |
| 50            | Phù Quang                             | 浮光             | Đường Lị Giai, Tả Tịnh Viện                                                                                       |

## 20.08.2022 - SNH48 Tổng Tuyển Cử Hàng Năm Lần Thứ Chín "THANH XUÂN THỊNH ĐIỂN"[15]
| #  | Bài hát                             | Bài hát            | Tham gia biểu diễn                                           |
|    | Overture                            |                    | SNH48                                                        |
| 1  | Hoa Nhung                           | 花戎               | TOP16                                                        |
| 2  | Fiction Being                       | 虚构者             | TOP32                                                        |
| 3  | Khung Cuối Cùng Của Manga           | 漫画的最后一格     | TOP48                                                        |
| 4  | LOVE                                |                    | GNZ48 Team G                                                 |
| 5  | Gần Tương Lai                       | 近未来             | GNZ48 Team NIII                                              |
| 6  | Thống Trị Bản Thân                  | 做自己的主宰       | GNZ48 Team Z                                                 |
| 7  | Những Gì Họ Không Biết Về Chúng Tôi | 他们所不知道的我们 | GNZ48                                                        |
| 8  | Nguyên Động Lực                     | 源动力             | BEJ48                                                        |
| 9  | Miss Camelia                        | 山茶花小姐         | CKG48                                                        |
| 10 | Run For The Dream                   |                    | SNH48 Team X                                                 |
| 11 | Sweet Trap (Ảnh)                    | 影                 | SNH48 Team HII                                               |
| 12 | Festival Flower                     | 花之祭             | SNH48 Team NII                                               |
| 13 | Dream is Power (Mộng)               | 梦                 | SNH48 Team SII                                               |
| 14 | Paradise                            | 水蒸气             | Viên Nhất Kỳ                                                 |
| 15 | Mạn Đà La (Hate 2 Love)             | 曼陀罗             | Tống Hân Nhiễm, Vương Hiểu Giai                              |
| 16 | Diêm (Sceam Out)                    | 火柴梗             | Hứa Dương Ngọc Trác, Vương Dịch, Trương Hân, Trương Quỳnh Dư |
| 17 | Whisper                             | 耳语者             | Thẩm Mộng Dao                                                |
| 18 | Săn Mộng                            | 猎梦               | Đoàn Nghệ Tuyền, Tả Tịnh Viện, Phí Thấm Nguyên               |
| 19 | SWAN                                | 天鹅               | Dương Băng Di, Châu Thi Vũ, Trần Kha, Đường Lị Giai          |
| 20 | One Of Them                         | 等等               | Tôn Nhuế                                                     |
| 21 | Sự Cảm Động Độc Nhất                | 绝无仅有           | SNH48 GROUP                                                  |

## 25.02.2023 - SNH48 Kim Khúc Đại Thưởng B50 lần thứ 9 REQUEST TIME BEST 50[16]
| Hạng          | Bài hát                               | Bài hát                | Tham gia biểu diễn                                                                                                   |
| ------------- | ------------------------------------- | ---------------------- | --- |
|               |                                       | 新的帷幕               | JNR48 |
| DIỆU DƯƠNG TỔ |                                       |                        | |
| 1             | Mất Trí (UNAWARE)                     | 失忆                   | Châu Thi Vũ, Vương Dịch                                                                                              |
| 2             | CINDERELLA                            | 辛德瑞拉               | Vương Hiểu Giai |
| 3             | Mạn Đà La (HATE 2 LOVE)               | 曼陀罗                 | Trần Kha, Trịnh Đan Ny                                                                                               |
| 4             | Trắng Hay Đen                         | 黑与白                 | Viên Nhất Kỳ, Thẩm Mộng Dao                                                                                          |
| 5             | Vậy Được Thôi                         | 那好吧                 | Hứa Dương Ngọc Trác, Trương Hân                                                                                      |
| 6             | Thán Vân Hề                           | 叹云兮                 | Lưu Thù Hiền, Hồ Hiểu Tuệ                                                                                            |
| 7             | Tòa Thành Dưới Cây Bút (DREAM)        | 笔下之城               | Lưu Lực Phi, Đường Lị Giai                                                                                           |
| 8             | BEE WITH U                            |                        | Tăng Ngải Giai, Phù Băng Băng, Lô Tĩnh, Long Diệc Thuỵ, Vương Tỷ Hâm, Ngô Vũ Phi, Lý San San                         |
| 9             | Điện Giật                             | 触电                   | Trần Kha, Trần Hoằng Vũ, Từ Sở Văn, Tăng Giai, Trần Nam Tây, Trương Nguyệt Minh, Trương Nhuận                        |
| 10            | Sốt Nhẹ                               | 低烧                   | Thẩm Mộng Dao, Viên Nhất Kỳ                                                                                          |
| 11            | DOMINATED                             | 支配人                 | Đoàn Nghệ Tuyền, Dương Băng Di                                                                                       |
| 12            | Cuộc Gọi Nhỡ                          | 未接来电               | Hàn Gia Lạc, Tưởng Thư Đình                                                                                          |
| 13            | Song Hành Đạo                         | 双行道                 | Dương Viện Viện, Triệu Thiên Dương, Đặng Huệ Ân, Vương Tử, Vương Thiên Nặc, Thi Vị Hy, Trương Ấu Ninh, Cao Tuyết Dật |
| 14            | MARIA                                 | 玛利亚                 | Đường Lỵ Giai, Hồng Tĩnh Văn                                                                                         |
| 15            | Ái Vị Ương                            | 爱未央                 | Chu Di Hân, Bách Hân Dư                                                                                              |
| 16            | WHISPER                               | 耳语者                 | Hứa Dương Ngọc Trác                                                                                                  |
| HẠO NGUYỆT TỔ |                                       |                        | |
| 17            | HOLD ME TIGHT                         |                        | Tưởng Thư Đình, Đường Lị Giai                                                                                        |
| 18            | HEART BEAT                            | 心跳                   | Trương Thần Y, Vương Nhược Thi Lam, Quách Hiểu Doanh, Chu Hồng Dung, Lục Tịnh Đình, Cao Uý Nhiên, Vương Y Liễu       |
| 19            | Quy Tắc Nhân Gian                     | 人间规则               | Do Miểu, Dương Khả Lộ, Tôn Hiểu Diễm                                                                                 |
| 20            | Vũ Khúc Hoa Viên                      | 花园舞曲               | Vương Dịch, Diệp Thư Kỳ, Lưu Thiến Thiến, Lô Thiên Huệ                                                               |
| 21            | SCREAM OUT                            | 火柴梗                 | Viên Nhất Kỳ, Trịnh Đan Ny, Dương Bằng Di, Lý Giai Ân                                                                |
| 22            | SANDGLASS                             | 沙漏                   | Thiệu Tuyết Thông, Lý Tuệ, Nông Yến Bình, Thẩm Tiểu Ái, Mã Hân Nguyệt                                                |
| 23            | Sơ Miên (RING)                        | 初眠                   | Thẩm Mộng Dao, Hồng Tĩnh Văn, Điền Thù Lệ                                                                            |
| 24            | LIKE A DIAMOND                        | 闪耀                   | Lưu Tăng Diễm, Lưu Khiết, Trần Quế Quân, Chiêm Địch, Vương Ngữ Thần, Trần Dĩnh Lâm, Thạc Trúc Quân, Trương Phàm      |
| 25            | Cộng Trừ                              | 正负                   | Khương Sam, Phí Thấm Nguyên                                                                                          |
| 26            | THE SHADOWS                           | 暗影                   | Dương Khả Lộ, Phan An Kỳ, Phùng Tư Giai, Tạ Phi Phi, Lô Hinh Di                                                      |
| 27            | GO AWAY                               |                        | Vương Hiểu Giai, Bành Gia Mẫn, Ninh Kha                                                                              |
| 28            | SWAN                                  | 天鹅                   | Giang Vũ Hàng, Trương Hoài Cẩn, Lưu Tiểu Hàm, Trương Tiếu Doanh, Hàn Tuyết, Vương Ti Việt, Hoàng Nhữ Đồng            |
| 29            | Đường Chân Trời                       | 地平线                 | Lô Tĩnh, Vũ Giai Uý, Hà Dương Thanh Thanh, Lâm Giai Di, Lâm Chi                                                      |
| 30            | Tâm Sự Với Chính Mình                 | 自言自说               | Tả Tịnh Viện, Khương Sam, Mã Ngọc Linh                                                                               |
| TINH MANG TỔ  |                                       |                        | |
| 31            | PARADISE                              | 水蒸气                 | Hồ Hiểu Tuệ |
| 32            | MY KEY                                |                        | Đại Kiều, Tiểu Kiều, Lưu Nhàn, Dương Vũ Hinh, Bối Sở Hàm                                                             |
| 33            | LET IT DOWN                           | 深海之森               | Lôi Vũ Tiêu, Trương Thư Vũ, Quách Sảng, Châu Tương, Bành Du Hàm                                                      |
| 34            | GOOD TIME                             |                        | Phương Kỳ, Ngô Vũ Phi, Hoàng Sở Nhân, La Khả Gia                                                                     |
| 35            | U KNOW                                |                        | La Hàn Nguyệt, Trần Vũ Tư, Diêm Na, Trương Trí Kiệt, Điền Thù Lệ                                                     |
| 36            | SPY                                   |                        | Lưu Lực Phi, Trương Quỳnh Dư                                                                                         |
| 37            | LOOK OUT                              | 讯号                   | Tả Tịnh Viện, Đường Lị Giai                                                                                          |
| 38            | Điệu Tango Im Lặng                    | 无声的探戈             | Vương Duệ Kỳ, Mã Ngọc Linh                                                                                           |
| 39            | Tình Yêu Vội Vàng                     | 恋爱告急               | Hoàng Di Từ |
| 40            | Nhất Thể Đồng Tâm                     | 一体同心               | Tống Hân Nhiễm, Phí Thấm Nguyên                                                                                      |
| 41            | Ngôi Sao Bất An                       | 不安星                 | Hoàng Tuyên Khởi, Tăng Ngải Giai                                                                                     |
| 42            | MAMI                                  |                        | Hoàng Di Từ, Trần Trăn Trăn, Trương Mộng Tuệ, Tôn Ngữ San, Vũ Bác Hàm                                                |
| 43            | Biển Phương Xa                        | 远方的海               | SNH48 TEAM NII |
| 44            | DEAL                                  |                        | Trương Phàm, Trương Duệ Tiệp, Vương Tư Dịch, Hùng Tử Dật, Phó Mỹ Thiện, Ngô Thuỵ Sa, Lý Tư Áo, Thạch Trúc Quân       |
| 45            | Một Nghìn Lẻ Một Đêm                  | 一千零一夜             | Hàn Gia Lạc, Chu Di Hân, Lâm Thư Tình                                                                                |
| 46            | Chỉ Thiếu Một Chút Nữa                | 就差一点点             | Lâm Thư Tình, Nông Yến Bình                                                                                          |
| 47            | Color Girls                           |                        | Lưu Hân Viện, Chu Thụy Duyên, Lạc Vũ Đình, Hứa Nhã Lan, Châu Thị Nhữ                                                 |
| 48            | MY BOY                                |                        | Tả Tịnh Viện, Tống Hân Nhiễm                                                                                         |
| 49            | Mộng                                  | 梦                     | Nhan Thấm, Hách Tịnh Di, Vương Duệ Kỳ                                                                                |
| 50            | Dành Cho Chúng Ta Không Thuộc Về Nhau | 给注定不能在一起的我们 | Hách Tịnh Di, Điền Thù Lệ                                                                                            |

## 05.08.2023 - SNH48 Tổng Tuyển Cử Hàng Năm Lần Thứ Mười Thanh Xuân Thịnh Điển
| #  | Bài hát                          | Bài hát        | Tham Gia Biểu Diễn                                                 |
| -- | -------------------------------- | -------------- | ------------------------------------------------------------------ |
| 1  | Con đường tơ lụa - Silk Road     | 丝路           | TOP16                                                              |
| 2  | Đèn đường ban ngày - Light It Up | 白昼街灯       | TOP32                                                              |
| 3  | Home                             | 家             | TOP48                                                              |
| 4  | Phá kén                          | 破茧           | SNH48 Team SII                                                     |
| 5  | Funky night                      |                | SNH48 Team NII                                                     |
| 6  | Rung động mùa hè                 | 夏日悸动       | SNH48 Team HII                                                     |
| 7  | Tân hàng lộ                      | 新航路         | SNH48 Team X                                                       |
| 8  | Winkend                          |                | GNZ48 Team G                                                       |
| 9  | Thanh xuân bất bại               | 青春不败       | GNZ48 Team NII                                                     |
| 10 | Hoàng hôn tiếp theo              | 下一个黎明     | GNZ48 Team Z                                                       |
| 11 | Hello Mr. Tương lai              | Hello! Mr.未来 | BEJ48                                                              |
| 12 | Săn mộng                         | 猎梦           | CKG48                                                              |
| 13 | Mục đích mới                     | 新目的地       | CGT48 Team CII                                                     |
| 14 | Wake up                          |                | CGT48 Team GII                                                     |
| 15 | Dream is power                   |                | SNH48 GROUP                                                        |
| 16 | Trứ mê                           | 着迷           | Hứa Giai Kỳ                                                        |
| 17 | Tăng tốc                         | 加速           | Lý Nghệ Đồng                                                       |
| 18 | Lovely echo                      | 爱的回响       | Các thành viên trong EP                                            |
| 19 | Get stupid                       | 藏笑           | Tôn Nhuế                                                           |
| 20 | Phượng                           | 凤             | Triệu Việt                                                         |
| 21 | Black out-                       | 盛装           | Đoàn Nghệ Tuyền                                                    |
| 22 | Sơ miên                          | 初眠           | Vương Dịch, Châu Thi Vũ                                            |
| 23 | In The Dark                      |                | Trịnh Đan Ny, Trần Kha, Hoàng Di Từ                                |
| 24 | Cinderella                       | 辛德瑞拉       | Dương Băng Di, Tằng Ngải Giai, Hứa Dương Ngọc Trác                 |
| 25 | Âm thanh của biển sâu            | 深海之森       | Tả Tịnh Viện, Tống Hân Nhiễm, Trương Hân, Hàn Gia Lạc , Chu Di Hân |
| 26 | Tinh cầu cuồng hoan              | 星球狂欢       | Viên Nhất Kỳ                                                       |
| 27 | Sân khấu của tôi                 | 我的舞台       | Thảnh viên tốt nghiệp danh dự                                      |
| 28 | Call my name                     |                | SNH48 GROUP                                                        |
| 29 | Đường đi có cậu                  | 路上有你       | SNH48 GROUP                                                        |
| 30 | Be my poi                        |                | Cúc Tịnh Y                                                         |
| 31 | Tình yêu vội vàng                | 恋爱告急       | SNH48 GROUP                                                        |

## 13.01.2024 - SNH48 Kim Khúc Đại Thưởng B50 lần thứ 10 REQUEST TIME BEST 50
| Hạng          | Bài hát                                           | Bài hát                | Tham gia biểu diễn |
|               | AFTER BELL IS NEW YEAR                            | 钟声过后是新年         | SNH48 GROUP |
| DIỆU DƯƠNG TỔ |                                                   |                        | |
| 1             | Gửi Cho Tương Lai Chúng Ta                        | 给未来的我们           | Hồ Hiểu Tuệ, Lưu Thù Hiền                                                                                                 |
| 2             | Pas De Deux                                       | 双人舞                 | Vương Dịch, Châu Thi Vũ                                                                                                   |
| 3             | Song Hành Đạo                                     | 双行道                 | Lương Kiều, Lô Tĩnh, Dương Nhã Tích, Diệp Thư Kỳ, Long Diệc Thụy, Vương Ngữ Thần, Lâm Chi, Thạch Trúc Quân                |
| 4             | NUMBER ONE                                        | 悖论体                 | Trương Hân, Hứa Dương Ngọc Trác                                                                                           |
| 5             | HOLD ME TIGHT                                     |                        | Lô Tĩnh, Trương Nhuận |
| 6             | Thăng Ôn                                          | 升溫                   | Bách Hân Dư, Chu Di Hân                                                                                                   |
| 7             | Tử Kinh (BAUHINIA FLOWER)                         | 紫荆                   | Trương Quỳnh Dư, Từ Sở Văn, Trịnh Huệ Ân, Châu Thị Nhữ, Lôi Vũ Tiêu, Tăng Giai, La Khả Gia, Dương Thiêm Lăng, Hà Hinh Mạn |
| 8             | MARIA                                             | 玛利亚                 | Tưởng Thư Đình, Hàn Gia Lạc                                                                                               |
| 9             | Dưới Ánh Trăng                                    | 月光下                 | Đoàn Nghệ Tuyền, Dương Băng Di                                                                                            |
| 10            | Điệu Tango Im Lặng                                | 无声的探戈             | Tống Hân Nhiễm, Trịnh Đan Ny                                                                                              |
| 11            | Tôi Chính Là Tôi                                  | 我就是我               | Triệu Thiên Dương, Đàm Tư Tuệ, Lô Hinh Di, Dương Tâm Du, Trương Chỉ Hân, Cao Tuyết Dật, Lưu Tinh Vũ                       |
| 12            | LIKE A DIAMOND                                    | 闪耀                   | Dương Viện Viện, Vũ Bác Hàm, Trịnh Chiếu Huyên, Mã Hân Nguyệt, Châu Thụy Duyên, Lâm Ân Đồng, Trương Ấu Ninh               |
| 13            | Run Sợ                                            | 凛                     | Mã Hân Vũ, Bành Tịch Châu, Ngô Chí Việt, Hạ Oánh, Trình Dư Hàm, Lạc Vũ Đình, Vương Nghệ Lâm                               |
| 14            | AFTER PARTY                                       |                        | Viên Nhất Kỳ, Tả Tịnh Viện, Từ Sở Văn, Trương Nguyệt Minh, Tôn Ngữ San                                                    |
| 15            | Săn Mộng                                          | 猎梦                   | Trương Hân, Ninh Kha, Ôn Nhã Kỳ                                                                                           |
| 16            | F.O.X                                             | 狐狸                   | Vũ Giai Úy, Vương Thiên Nặc, Chu Hàm Giai, Phù Băng Băng, Trần Thục Ngọc, Lô Mỹ Đình                                      |
| HẠO NGUYỆT TỔ |                                                   |                        | |
| 17            | Khê Văn                                           | 溪纹                   | Hứa Dương Ngọc Trác |
| 18            | Sơ Miên (RING)                                    | 初眠                   | Tống Hân Nhiễm, Tô Sam Sam, Phí Thấm Nguyên                                                                               |
| 19            | LOOK OUT                                          | 讯号                   | Do Miểu, Châu Tương |
| 20            | Crimson Eyes                                      | 猩红之眼               | Hoàng Tuyên Khởi, Vương Duệ Kỳ, Lưu Thiến Thiến                                                                           |
| 21            | Giai Độ                                           | 皆渡                   | Viên Nhất Kỳ, Do Miểu, Hách Tịnh Di, Diêm Minh Quân, Mã Ngọc Linh                                                         |
| 22            | CHEESE                                            | 騎士                   | Lưu Nhàn, Nhậm Diệp Ngạn, Vương Vĩnh Kỳ, Lôi Tương Cúc, Trương Thư Mã                                                     |
| 23            | SWAN                                              | 天鹅                   | Chu Hồng Dung, Quách Hiểu Doanh, Thái Lộ Đan, Trang Nhã Văn, Mã Khả Duyệt, Trần Chỉ Phi                                   |
| 24            | CRAZY FOR YOU                                     |                        | Lý San San, Lâm Giai Di, Lưu Tiểu Hàm, Thẩm Tiểu Ái, Phùng Tư Giai                                                        |
| 25            | Ngôi Sao Bất An                                   | 不安星                 | Trần Vũ Tư, Tả Tịnh Viện                                                                                                  |
| 26            | Mưa Trong Vườn Bách Thú                           | 雨中动物园             | Lôi Hách Mộng, Từ Ngọc Hàm, Cơ Mộng Chân, Vương Y Liễu, Trần Sam Linh, Hứa Nhã Lan, Dương Vũ Hinh, Phó Mỹ Thiến           |
| 27            | LOW ROAD                                          | 低哮                   | Lương Kiều, Bành Gia Mẫn, Lý Giai Ân, Nông Yến Bình                                                                       |
| 28            | Âm Thanh Biển Sâu                                 | 深海之声               | Hàn Gia Lạc, Điềm Thù Lệ, Trần Vũ Tư                                                                                      |
| 29            | 9 TO 9                                            |                        | Khương Sam, Phí Thấm Nguyên                                                                                               |
| 30            | 7O'CLOCK                                          | 七点整                 | Phan Anh Kỳ, Diêm Na, Vưu Khả Oánh, Vương Tử, Ngô Duệ Sa, Trương Thần Y, Chu Nhất Ninh                                    |
| TINH MANG TỔ  |                                                   |                        | |
| 31            | Cuộc Gọi Nhỡ                                      | 未接来电               | Trương Quỳnh Dư, Lưu Lực Phi                                                                                              |
| 32            | Mạn Đà La (Hate2love)                             | 曼陀罗                 | Diệp Thư Kỳ, Từ Sở Văn |
| 33            | MY KEY                                            |                        | Trần Chân Chân, Tạ Thiên Y, Trương Mộng Huệ, Trình Qua, Đường Trình Thành                                                 |
| 34            | MY BOY                                            |                        | Mã Ngọc Linh, Vương Duệ Kỳ                                                                                                |
| 35            | DEEP DOWN (UYÊN)                                  | 渊                     | Trương Tiếu Doanh, Lý Tuệ, Châu Đồng Nguyệt                                                                               |
| 36            | Trời Sinh Một Đôi                                 | 天堂诞生               | Tăng Ngải Giai, Hoàng Tuyên Khởi                                                                                          |
| 37            | Don't Touch                                       | 触不可及               | Trương Nhuận, Khương Sam, Nhan Thấm                                                                                       |
| 38            | SPY                                               |                        | Lưu Tăng Diễm, Hoàng Di Từ                                                                                                |
| 39            | LOVE ME LOVE ME                                   |                        | Lâm Thư Tình, Lý Hâm Lạc, Hoàng Sở Nhân                                                                                   |
| 40            | Red Moon                                          | 赤月                   | Tưởng Thư Đình, Tăng Ngải Giai                                                                                            |
| 41            | Monster                                           | 怪物                   | Trương Hoài Cẩn, Châu Tương, Thiệu Tuyết Thông, Lô Thiên Huệ                                                              |
| 42            | Nhân Ngư                                          | 人鱼                   | Khương Sam, Phí Thấm Nguyên                                                                                               |
| 43            | Mất Trí (UNAWARE)                                 | 失忆                   | Hồ Hiểu Tuệ, Chu Di Hân                                                                                                   |
| 44            | Cạm Bẫy Thiên Sứ                                  | 天使的圈套             | Nông Yến Bình, Lâm Thư Tình                                                                                               |
| 45            | Chỉ Thiếu Một Chút Nữa                            | 就差一点点             | Lô Thiên Huệ, Thanh Ngọc Văn                                                                                              |
| 46            | WHO IS YOUR GIRL                                  |                        | Chu Di Hân, La Hàn Nguyệt, Lương Kiều (Đại Kiều), Lương Kiều (Tiểu Kiều), Lâm Chi, Thạch Trúc Quân, La Khả Gia            |
| 47            | Truyền Tụng Chi Ca                                | 传颂之歌               | Hà Mộng Địch,Ngô Vân, Tạ Hiểu Thiến, Đinh Gia Hân                                                                         |
| 48            | Dành Cho Chúng Ta Không Thuộc Về Nhau (Yesterday) | 给注定不能在一起的我们 | Phù Băng Băng, Hoàng Sở Nhân                                                                                              |
| 49            | Nguyên Lai (ShangHai)                             | 原来                   | Trần Vũ Tư, Đoàn Nghệ Tuyền                                                                                               |
| 50            | LOVEELY ECHO                                      | 爱的回响               | CGT48 Team C |

## 03.08.2024 - SNH48 Tổng Tuyển Cử Hàng Năm Lần Thứ 11 - Chương Mới
| #  | Bài hát                     | Bài hát      | Tham Gia Biểu Diễn                                                                                    |
| 1  | NUMBER ONE                  | 悖论体       | TOP16                                                                                                 |
| 2  | DAY and NIGHT               | 涂鸦油画     | TOP32                                                                                                 |
| 3  | Đảo Không Gió               | 无风岛屿     | TOP48                                                                                                 |
| 4  | WHO IS THE ONE              | 谁是第一     | SNH48 Team SII                                                                                        |
| 5  | Quỹ Tích                    | 轨迹         | SNH48 Team NII                                                                                        |
| 6  | Fire In The Rain            | 花火         | SNH48 Team HII                                                                                        |
| 7  | Dấu Hiệu X                  | 交X点        | SNH48 Team X                                                                                          |
| 8  | Dao Quang                   | 瑶光         | GNZ48 Team G                                                                                          |
| 9  | Thiên Xu (Cổng trời)        | 天枢         | GNZ48 Team NIII                                                                                       |
| 10 | Đẩu Tú (sao Nam Đẩu)        | 斗宿         | GNZ48 Team Z                                                                                          |
| 11 | Galaxy Party                | 银河派对     | BEJ48 Team B                                                                                          |
| 12 | Once upon the light of dawn | 晨曦下的我们 | BEJ48 Team E                                                                                          |
| 13 | WIND                        | 明日的风     | CKG48 Team C                                                                                          |
| 14 | Lắng Nghe Gió Hát           | 耳听风吟     | CKG48 Team K                                                                                          |
| 15 | Bí Mật Vùng 48              | 48个秘密     | CGT48 Team CII                                                                                        |
| 16 | Be my POI                   |              | CGT48 Team GII                                                                                        |
| 17 | Mint Candy                  | 薄荷糖       | Các thành viên trong EP                                                                               |
| 18 | LOLLIPOP                    | 棒棒糖       | 95LINE (Đoàn Nghệ Tuyền, Trương Hân, Hứa Dương Ngọc Trác, Lưu Lực Phi, Tăng Ngải Giai, Đường Lỵ Giai) |
| 19 | Đẳng Giá Giao Hoán          | 等价交换     | Vương Dịch                                                                                            |
| 20 | Gravity                     | 重力         | Tăng Ngải Giai, Dương Băng Di, Hồng Tĩnh Văn, Hoàng Di Từ                                             |
| 21 | Skull Puncher               | 里人格       | Trịnh Đan Ny, Lưu Lực Phi, Lưu Tăng Diễm                                                              |
| 22 | U KNOW                      |              | Tống Hân Nhiễm                                                                                        |
| 23 | Revolver                    | 绝对领域     | Trần Kha, Chu Di Hân, Bách Hân Dư, Hồ Hiểu Tuệ                                                        |
| 24 | Giải pháp Phenolphthalein   | 酚酞溶液     | Châu Thi Vũ, Đoàn Nghệ Tuyền                                                                          |
| 25 | Dance On The Moon           | 月下舞者     | Viên Nhất Kỳ                                                                                          |
| 26 | Stay With Me                | 因为你       | TOP 16 MVP 2023                                                                                       |
| 27 | MY BOY                      |              | Lô Tĩnh, Trương Nhuận (Quán quân The Best Partner mùa 4)                                              |
| 28 | Before Autumn               | 未达秋日     | SNH48 GROUP                                                                                           |
| 29 | Người theo đuổi ánh sáng    | 追光者       | SNH48 GROUP                                                                                           |